# Liste der Baudenkmäler in Würzburg
Auf dieser Seite sind die Baudenkmäler in der unterfränkischen Bezirkshauptstadt Würzburg zusammengestellt. Diese Tabelle ist eine Teilliste der Liste der Baudenkmäler in Bayern. Grundlage ist die Bayerische Denkmalliste, die auf Basis des Bayerischen Denkmalschutzgesetzes vom 1. Oktober 1973 erstmals erstellt wurde und seither durch das Bayerische Landesamt für Denkmalpflege geführt wird. Die folgenden Angaben ersetzen nicht die rechtsverbindliche Auskunft der Denkmalschutzbehörde.
Diese Liste gibt den Fortschreibungsstand vom 28. Mai 2021 wieder und enthält 727 Baudenkmäler.

## Aufteilung nach Stadtbezirken
In Würzburg gibt es 727 Baudenkmäler und zwei denkmalgeschützte Ensembles (Stadt August 2024). Daher ist diese Liste in Teillisten für die einzelnen Stadtbezirke Würzburgs aufgeteilt. Zwischen den Denkmallisten kann über eine nach den Nummern der Stadtbezirke sortierte Navigationsleiste gewechselt werden.
| Nr. | Stadtbezirk    |
| --- | -------------- |
| 01  | Altstadt       |
| 02  | Zellerau       |
| 03  | Dürrbachtal    |
| 04  | Grombühl       |
| 05  | Lindleinsmühle |
| 06  | Frauenland     |
| 07  | Sanderau       |
| 08  | Heidingsfeld   |
| 09  | Heuchelhof     |
| 10  | Steinbachtal   |
| 11  | Versbach       |
| 12  | Lengfeld       |
| 13  | Rottenbauer    |

## Ensembles

### Altstadt Würzburg

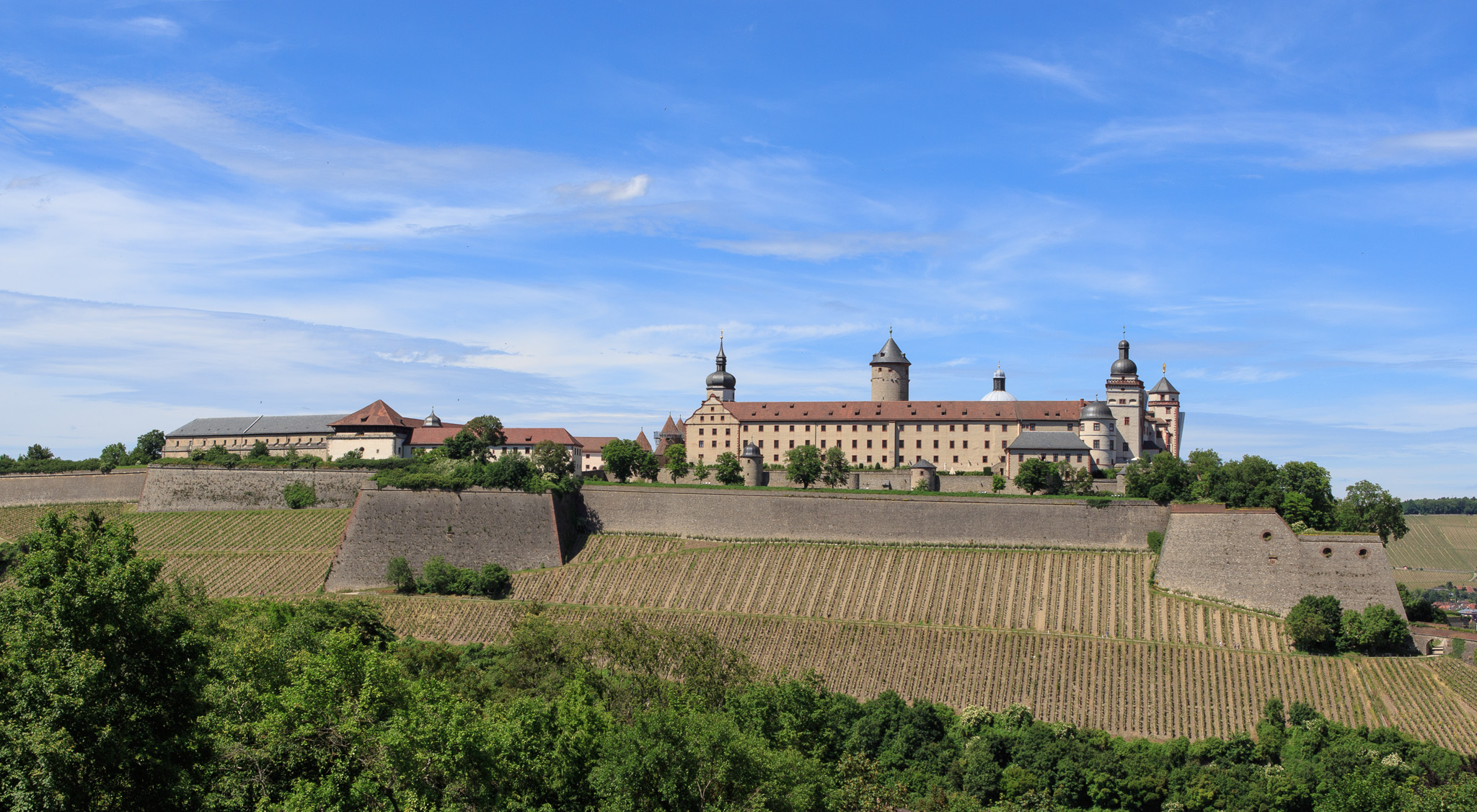
Festung Marienberg

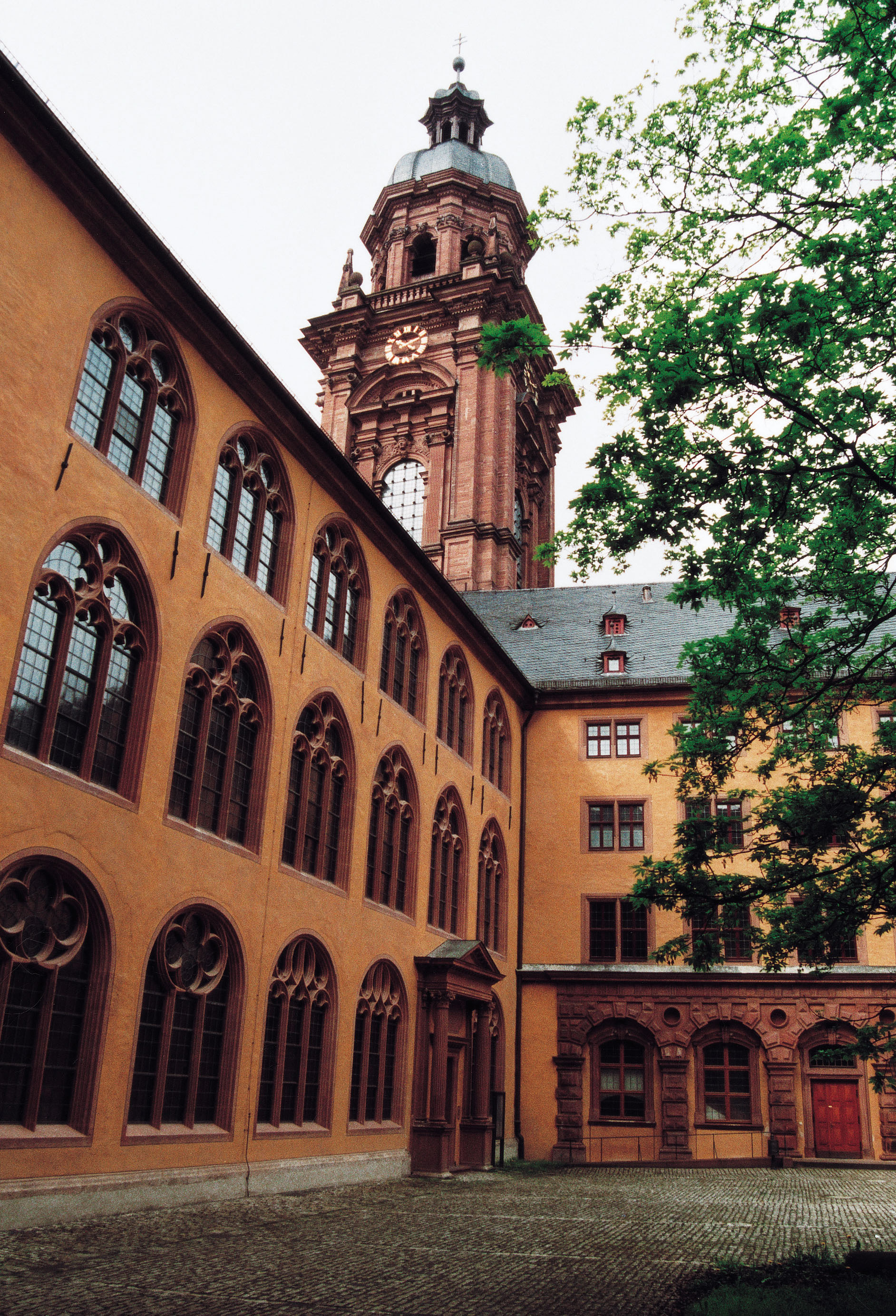
Alte Universität

Die Umgrenzung des Ensembles Altstadt Würzburg wird rechtsmainisch durch die äußere Randbebauung des Ringparks definiert und linksmainisch durch die barocke Befestigung der Festung Marienberg sowie die Grenze des Parks auf dem Nikolausberg. Von der nach dem Dreißigjährigen Krieg unter Fürstbischof Johann Philipp von Schönborn (1642–1673) ab 1656 errichteten Bastionärbefestigung um Kernstadt und Festung, die nach der 1866 erfolgten Aufhebung der Festungseigenschaft von Stadt und Burg zum größten Teil niedergelegt wurde, bestehen noch Teile östlich der Würzburger Residenz, um die Festung und nordwestlich des Mainviertels.
Im Grundriss der heutigen Großstadt, deren Ausdehnung die Altstadt etwa um das Vierfache übertrifft, ist der Verlauf der barocken Befestigung noch deutlich erkennbar, da die Anlage des Ringparks ab 1880 weitestgehend auf dem alten Glacis erfolgte. Der barocke Stadtraum Würzburg geht bereits auf die zweite Erweiterung zurück. Der mittelalterliche Stadtkern, der sich rechtsmainisch in Form einer Mitra darstellt, wurde durch einen Bering entlang der heutigen Straßen Juliuspromenade, Theaterstraße, Balthasar-Neumann-Promenade, Neubaustraße und Wirsbergstraße begrenzt.
Die spätere Bischofsstadt Würzburg hat ihren Ursprung bereits in vorgeschichtlicher Zeit. Wohl durch die topografische Lage über dem Main begünstigt, fand bereits durch die Kelten eine erste Besiedlung des Marienbergs statt. Vom 6. Jahrhundert an war die Volksburg Sitz der fränkisch-thüringischen Herzöge, die das Umland beherrschten. Ihr letzter Vertreter, Hetan II., urkundete 704 in castro wirteburch. Bis um 700 blieb der befestigte Ort auf dem Marienberg einziger Bezugspunkt der Besiedlung. Erst im Laufe des 8. Jahrhunderts bildeten sich zwei neue Siedlungsbereiche heraus: Linksmainisch, unterhalb der Burg mit der Gründung eines Andreasklosters und rechtsmainisch um einen fränkischen Saalhof und die anliegende Grabkapelle des heiligen Kilian. Das Kloster St. Andreas (später St. Burkard) hatte der erste, 742/43 ordinierte Bischof Würzburgs, der heilige Burkard, gegründet. Die Grabkapelle des heiligen Kilian war am angeblichen Ort des Martyriums des irischen Missionars und seiner Gefährten Totnan und Kolonat erbaut worden. Der Siedlungskern um die Kapelle muss als Wachstumszelle der späteren, erstmals 1030 als civitas bezeugten Stadt betrachtet werden.

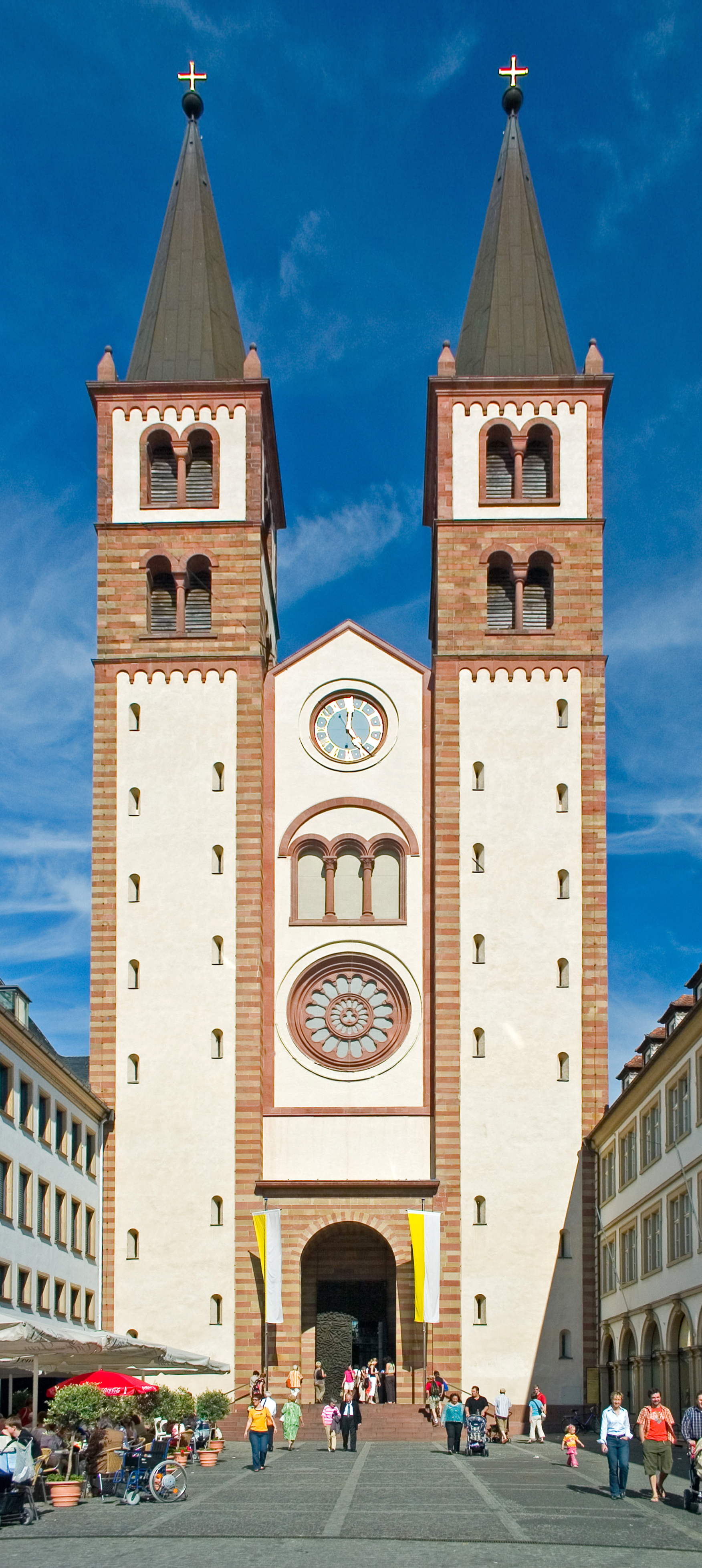
Kiliansdom

Diese bereits in karolingisch-ottonischer Zeit erkennbare Bipolarität von Burg und rechtsmainischem Siedlungskern (mit Salvatordom über dem Kiliansgrab) fand im 11. Jahrhundert, als Stifte und Klöster den spezifisch geistlichen Charakter der Stadt zu formen begannen, ihre erste Ausprägung von Gewicht. Zu gleicher Zeit entstanden 1045 unter Bischof Adalbero über dem Grab des heiligen Kilian das Stift Neumünster und daneben der neue Kiliansdom mit der salischen Triumphstraße vom Main her. Diese Triumphalstraße (sie war zugleich Markt mit dem sogenannten Grafeneckartbau als Sitz des Schultheißen und Burggrafen) und der Dom bildeten das Herzstück der aufstrebenden Stadt. Diese Anlage ist bisher nur mit der Situation vor dem Dom zu Speyer vergleichbar und dokumentiert die enge Verbindung zum salischen und später staufischen Kaiserhaus. Mit dem Besitz mehrerer Grafschaften gelangten die Bischöfe früh zu landesfürstlicher Gewalt, wobei sie sich auf den 1168 von Kaiser Friedrich I. förmlich anerkannten Anspruch auf den ducatus Franciae orientalis berufen konnten. Die Bischöfe, deren Einflussbereich zunächst auf das Gebiet des Salvatordomes beschränkt war, erlangten im 10. und 11. Jahrhundert mit der Gerichtshoheit die Souveränität über die zuvor königliche Stadt. In der ersten Hälfte des 11. Jahrhunderts wurden auch das Kloster St. Peter und Stephan (Petersgasse) und außerhalb der Stadtmauer (beim heutigen Bahnhof) das Stift Haug, sowie jenseits des Mains neben dem älteren Andreaskloster das Burkarduskloster gegründet. Stift und Klöster mit ihren eigenrechtlichen Immunitätsbezirken, aber auch Reste des agrarischen Siedlungsverbandes im engsten Umkreis der Stadt wurden seit dem 11. Jahrhundert zu Ansatzpunkten neuer suburbaner Siedlungen.
Diese Entwicklung setzte sich im 12. und besonders im 13. Jahrhundert fort: Linksmainisch siedeln 1146 die sogenannten Schottenmönche im Jakobskloster mit den noch erhaltenen Türmen der romanischen Basilika, rechtsmainisch entsteht in der ersten Hälfte des 12. Jahrhunderts das Mühlenviertel an der Pleichach mit seiner Pfarrkirche St. Gertraud (vor 1133, neu erbaut 1613). Inzwischen war eine endgültige Zusammenbindung der beiden sich gegenüberliegenden Siedlungsbereiche Kernstadt und Mainviertel notwendig geworden: Im frühen 12. Jahrhundert wurde die Alte Mainbrücke in Verlängerung der seit 1328 als Marktstraße dienenden Domstraße als steinerne Brücke erbaut. Hier lag das Bestreben zugrunde, die bipolar situierten Gebiete für einen Gesamtstadtraum zu gewinnen.
Neue Ordensniederlassungen an den Rändern des ottonischen Stadtkerns, deren Seelsorge der jetzt sozial reicher differenzierten Stadtbevölkerung galt, bereicherten und veränderten im 13. Jahrhundert das Gesamtbild der Stadt. Die Karmeliten gründeten ihr Kloster nahe der alten Nikolauskirche am Mainufer, die Deutschherren, die in die Besitznachfolge des Königshofes traten, im Mainviertel (seit 1219 bezeugt, Kirche 1296 vollendet), die Franziskaner 1221 am Franziskanerplatz, die Dominikaner 1239 am Dominikanerplatz (heute Augustinerkirche), für deren Kirchenbau 1264–1266 Albertus Magnus den Grundstein legte, und die Augustiner-Eremiten 1262 in der heutigen Augustinerstraße (früher Rittergasse). Ab etwa 1200 entstanden um Dom und Stift Neumünster die Domherrenhöfe als eine Art adliger Ansitze mit selbstständigem Bereich. Sie wurden bis in die Neuzeit durchgehend ausgebaut.
Mit der allmählichen Vergrößerung der Stadt und der Zunahme ihrer verschiedenen Bevölkerungsschichten erwachte auch das Selbstbewusstsein ihrer Bürger: Es zeigte sich in Befreiungsversuchen vom Diktat der allmächtigen Bischöfe, die sich im 13. Jahrhundert gezwungen sahen, ihren Sitz auf die von Bischof Hermann I. von Lobdeburg (1225–1234) ausgebaute Festung zu verlegen. Diese war ab diesem Zeitpunkt Symbol der bischöflichen Gewalt. Die Versuche der Bürgerschaft, mündig zu werden, scheiterten endgültig – bis zum Ende der Bischofsherrschaft unter Karl Georg von Fechenbach mit der Niederlage bei Bergtheim im Jahr 1400.
Zu dieser Zeit hatte das Stadtbild des spätmittelalterlichen Würzburg sein Gesicht geformt, nachdem 1348 in die zahlreichen schmalläufigen und vielwendigen Gassen mit der Zerstörung des Judenviertels ein weiträumiger Marktplatz geschaffen werden konnte. Hier errichtete sich die Bürgerschaft als einzigen Beitrag zum Kirchenbau der Stadt ab 1377 die Marienkapelle, mit dem Anspruch, als großartige Hallenkirche in Konkurrenz zum Dom zweiter Mittelpunkt der Stadt zu werden. Ferner bauten sich die Bürger Würzburgs 1319 außerhalb der Mauern das Bürgerspital und schufen sich damit ihre eigene soziale Einrichtung.
Das Bild des spätmittelalterlichen Stadtgefüges mit Ummauerung seiner mitraförmigen Gestalt hat sich – abgesehen von dem Gebäudekomplex der Alten Universität, der unter Julius Echter von Mespelbrunn anstelle des Ulrichsklosters errichtet wurde – bis in die Barockzeit erhalten. Bestimmt wurde dieses Bild durch die Bipolarität von Festung und Wohngebiet (beidseitig des Mains) mit dem kirchlichen Zentrum um den Dom. Diese heute noch erkennbare Bipolarität erklärt sich aus der günstigen topografischen Lage der Stadt am Main bei gleichzeitiger Umsäumung mit weinbestandenen Hängen. Sie ist gleichzeitig sichtbarer Ausdruck der Abhängigkeit zwischen dem allmächtigen Fürstbischof und dem als unmündig angesehenen Bürger.
Die Spannung zwischen geistlicher Herrschaft und Stadtbevölkerung fand ihren Höhepunkt in den Kämpfen des Bauernkrieges 1525, an denen sich die Bürger beteiligten (unter anderem Tilman Riemenschneider, Bürgermeister der Stadt und bedeutendster fränkischer Bildhauer seiner Zeit). Nach dem Ende des Aufstandes, der auch als Glaubenskrieg geführt wurde, war die Macht des Fürstbischofs neu gefestigt. Schauplatz der Kämpfe war das Gelände um die Festung. In der zweiten Hälfte des 16. Jahrhunderts, am Beginn der Gegenreformation, ließen sich unter Fürstbischof Friedrich von Wirsberg 1567 die Jesuiten in Würzburg nieder, die die Glaubenserneuerung weiter vorantrieben. Die Michaelskirche (der erste Bau von 1606–1610) war ihr Beitrag zur Baukunst in der Stadt.
Große Baukörper – die letzten vor dem Bau der Residenz – entstanden unter Fürstbischof Julius Echter von Mespelbrunn (1573–1617), der als Hauptinitiator der deutschen Gegenreformation gilt und während seiner selbstherrlichen Regentschaft Würzburg und Franken finanziell und religiös sanierte. Ausdruck seiner geistig-religiösen Erziehungsbestrebungen ist die Alte Universität (1582) mit der als Grabeskirche des Bauherrn ursprünglich in Renaissance-Formen reich ausgestatteten Neubaukirche (geweiht 1591, unter Antonio Petrini erneuert). Die Alte Universität, erbaut an der Stelle des spätgotischen Ulrichsklosters, war der erste als Universität errichtete Gebäudekomplex auf deutschem Boden. Die eigens von Julius Echter gewünschte Sichtbeziehung Festung–Universität–Grabeskirche ist bis heute erhalten geblieben. Außerhalb der spätmittelalterlichen Stadtmauern ließ Echter als zweite soziale Einrichtung für die Stadt 1576 das Juliusspital errichten. Seine dritte große Bauleistung in Würzburg war der schlossartige Ausbau der Festung 1600, wie er sich heute noch großenteils präsentiert. In der Pleich baute Echter schließlich die Kirche St. Gertraud neu auf. Durch diesen Neubau ergab sich ein interessanter Bezug von Kirchen untereinander: Die Türme von St. Gertraud, der Marienkapelle am Marktplatz und der Neubaukirche liegen auf einer Achse, genauso wie der Turm der Neubaukirche, der Turm von St. Burkard und die Kuppel der Marienkirche auf der Festung (erbaut um 1000).
Nach den Zerstörungen des Dreißigjährigen Krieges – größter Verlust war der Raub der Echter-Bibliothek durch die Schweden 1631 – begann unter Fürstbischof Johann Philipp von Schönborn (1642–1673) eine rege Bautätigkeit. Seine Hauptleistung war die ab 1656 erfolgte Umgürtung der gleichzeitig erweiterten Stadt und der Festung mit der wuchtigen Bastionärbefestigung. Ihr musste allerdings Stift Haug mit seiner romanischen Basilika weichen. Dafür wurde dann unter der Leitung des oberitalienischen Baumeisters Antonio Petrini der frühbarocke Bau der neuen Stiftskirche an seinem heutigen Standort errichtet. Auf diesen bedeutenden Baumeister der Zeit um 1700 gehen noch zahlreiche andere Gebäude der Stadt zurück, etwa der erste Barockbau in Würzburg, die sogenannte Reuererkirche (Neubau der Karmelitenkirche), die Umgestaltung des Juliusspitals und der Neubaukirche oder der später in den Residenzplatz einbezogene Rosenbachhof.

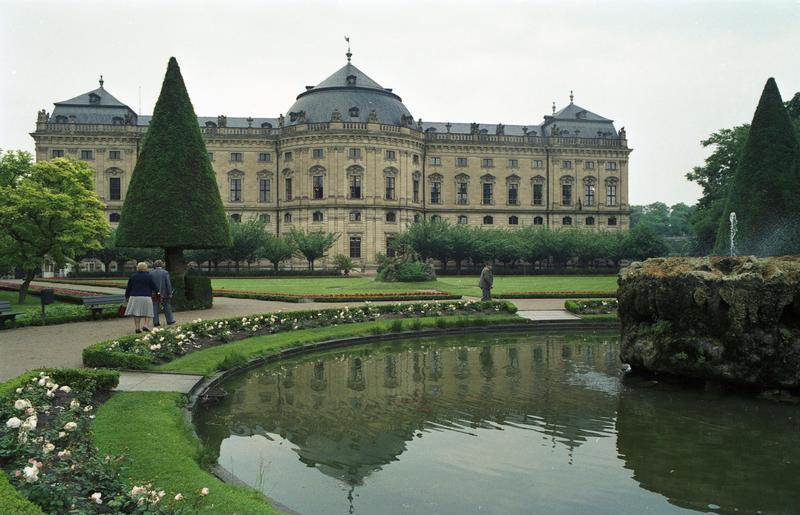
Residenz mit Hofgarten

Diese hier beginnende barocke Überformung der reich gegliederten mittelalterlichen Stadt setzte sich im Laufe des 18. Jahrhunderts in gesteigertem Maße fort. Vor allem durch den Residenzbau der Schönborns ab 1720, durch den der Sitz der Fürstbischöfe wieder in die Stadt verlegt wurde, repräsentiert sich der als selbstverständlich empfundene Anspruch des absoluten Fürsten. Tatsächlich hatte die Schönborn-Familie bis zur Zeit des Friedrich Karl von Schönborn wesentlichen Anteil an der Reichspolitik.
Nach 1700 gab zunächst noch Fürstbischof Johann Philipp von Greiffenclau zu Vollraths (1699–1719) dem Dom, der Stiftskirche Neumünster und der Peterskirche ihre barocke Gestaltung. Das reiche Bauprogramm setzte dann Johann Philipp Franz von Schönborn (1719–1724) mit seinem berühmten Baumeister Balthasar Neumann (1687–1753) fort. Neben dem Bau der Residenz, an dem auch Maximilian von Welsch, Lucas von Hildebrandt, Germain Boffrand und Robert de Cotte beteiligt waren, womit der internationale Rang dieses Schlosses mit seiner Kapelle, dem später angelegten Hofgarten und der noch auf Neumann zurückgehenden Residenzplatzgestaltung unterstrichen wird, entstanden das sogenannte Käppele als Wallfahrtskirche auf dem Nikolausberg (1747–1750), die Schönborn-Grabkapelle am Dom in Sichtbeziehung zur Residenz und der Neubau der Michaelskirche durch Johann Michael Fischer ab 1765. Balthasar Neumann trat in Würzburg auch als Stadtplaner auf: Auf ihn gehen die Anlage der großen Promenaden um den ehemaligen spätmittelalterlichen Bering und der Durchbruch der Hofstraße zurück. Zudem schuf er durch Um- und Neubauten den Platz vor dem sogenannten Grafeneckartbau, wo der berühmte Vierröhrenbrunnen steht. Auf Neumann geht auch das teilweise heute noch funktionierende Röhrensystem der 1733 angelegten Fließwasserversorgung zurück.
Die barocke Residenzstadt Würzburg präsentierte sich nun als reich an Kirchtürmen, die wesentlich das Stadtbild bestimmen, und reich an gegenseitigen Sichtbeziehungen der wichtigen Bauten als gliedernde Elemente in der Stadt. Der Umfang der Stadt mit der Bastionärbefestigung bestand bis in die Zeit um 1880. Unter dem letzten Fürstbischof Georg Karl von Fechenbach (1795–1808) fielen die französischen Revolutionsheere in das Bistum ein. Bei den Kämpfen um die Stadt konnte sich die Bastionärbefestigung des 17. Jahrhunderts nochmals bewähren: Die Festung musste erobert werden.

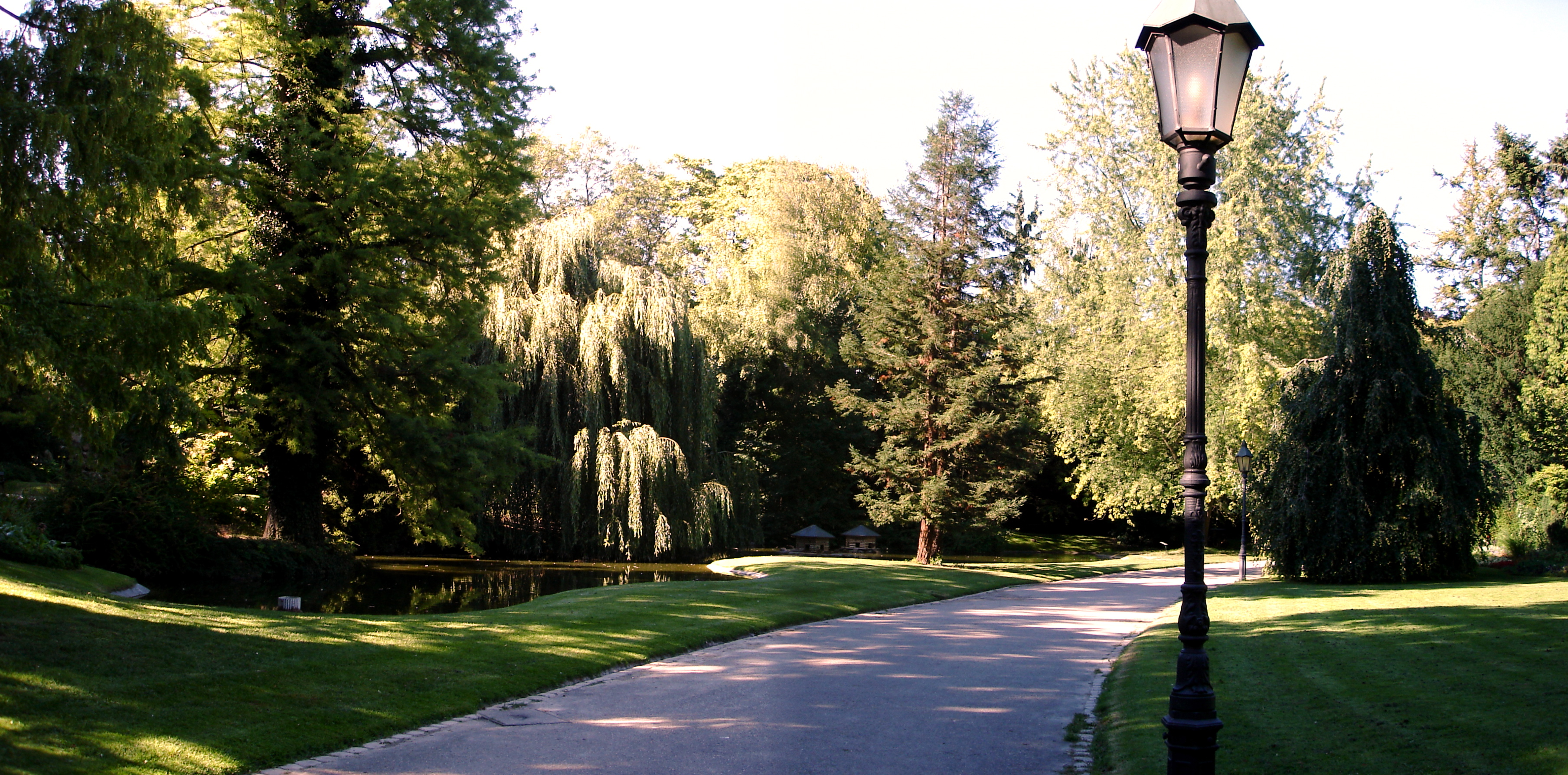
Ringpark

Die Säkularisation beendete 1803 die geistliche Herrschaft über das Hochstift Würzburg durch die Übergabe an das Kurfürstentum Bayern. Im 19. Jahrhundert wurden neben der Anlage des Ringparks durch Jens Person Lindahl ab 1880 außer den beiden zugehörigen Brücken (Friedensbrücke und Ludwigsbrücke) einige öffentliche Bauten geschaffen, etwa die Neue Universität am Sanderring 1892–1896; in der Innenstadt gab es jedoch keine prägenden Veränderungen mehr. Der Ringpark auf dem alten Glacis, ursprünglich als künstlerisch gestalteter, wegereicher Erholungspark angelegt, sollte mit seiner äußeren Randbebauung städtebaulich als Bindeglied zwischen Kernstadt und den neu entstehenden Stadtteilen Grombühl, Frauenland und Sanderau dienen. In dieser Zeit der allmählichen Ausweitung des Stadtgebietes blieb aber der barocke Stadtraum gleichzeitig nahezu unangetastet und deutlich umgrenzt.
In entsprechender Sichtbeziehung zum Ensemble Altstadt Würzburg steht die Wallfahrtskirche Mariä Heimsuchung, das sogenannte Käppele, mit dem durch Kreuzwegstationen gesäumten Anstieg. Obwohl sie ursprünglich auf Grund ihrer Lage außerhalb der Kernstadt und der Festungsanlage deutlich als Wallfahrtskirche „draußen vor den Stadt“ charakterisiert war, hat sie nach der Anlage des Erholungsparks auf dem Nikolausberg (etwa 1885–1900) mit dem Aussichtspunkt Frankenwarte eine neue städtebauliche Funktion erhalten: Sie wurde als bauliche Dominante in das sich schlagartig in die Landschaft hinaus entwickelnde Stadtgebiet einbezogen.
Der Park auf dem Nikolausberg, der aus Tradition der Gartenkunst des späten 19. Jahrhunderts heraus entstanden war, ergänzt den Ringpark. Die Anlage geht auf das Betreiben des Verschönerungsvereins Würzburg und auf Privatinitiative zurück. An seinem unteren Nordostende sind die Anlagen zunächst noch gesäumt von der Bebauung durch sehr qualitätvolle Mietsvillen in der Leistenstraße und durch bürgerliche Villen in der Mergentheimer Straße und werden dann weiter oben durch das Käppele baulich markiert. Der Park entwickelt sich weiter als wegereicher freier Landschaftsgarten mit lichten Laubwäldern, Buschbepflanzung und bewusst geplanten Freiflächen (Durchblicke zur Festung) bis zur Frankenwarte; dieser Aussichtsturm (1893/94) stellt als Bekrönung des hoch aufragenden Nikolausberges einen aus spätromantischer Gesinnung entstandenen Lug-ins-Land dar. Mit der weithin berühmten Gestaltung des Nikolausberges erhielt Würzburg um die Jahrhundertwende eine großzügige Stadtlandschaft besonderen Gepräges, die sich in die umgebende Naturlandschaft einbettet.
Zwar wurden beim Bombenangriff auf Würzburg am 16. März 1945 etwa 80 % des historischen Baubestandes zerstört, doch der Wiederaufbau bis um 1965 wurde behutsam und mit Rücksicht auf den historisch gewachsenen Charakter der Altstadt betrieben, sodass die alten, bewusst geplanten Sichtbeziehungen zwischen Großbauten und die Wirkung der städtebaulichen Akzente, der mittelalterlichen Gassen und der barocken Promenaden im Wesentlichen bewahrt blieben. Entscheidende Störungen des Stadtbildes stellten oder stellen der ehemalige Kamin des Heizkraftwerkes am Alten Hafen, das Hochhaus an der Jahnstraße, das Postverwaltungsgebäude am Bahnhof, die Bauten der Hypobank und der Sparkasse in der Hofstraße, die Neubebauung (besonders der Wohnblock) am linken Mainufer zwischen Deutschhauskirche und Schottenkirche, die Neubebauung des Kaiserplatzes und des Franziskanerplatzes dar. Als störende Eingriffe, die der ursprünglichen Absicht zur Anlage des Ringparks zuwiderlaufen, müssen der als Schnell- und Fernverkehrsstraße ausgebaute Röntgenring und der mit einem Verkehrskreisel geschaffene Berliner Platz genannt werden. Aktennummer: E-6-63-000-1.

### Wittelsbacherplatz

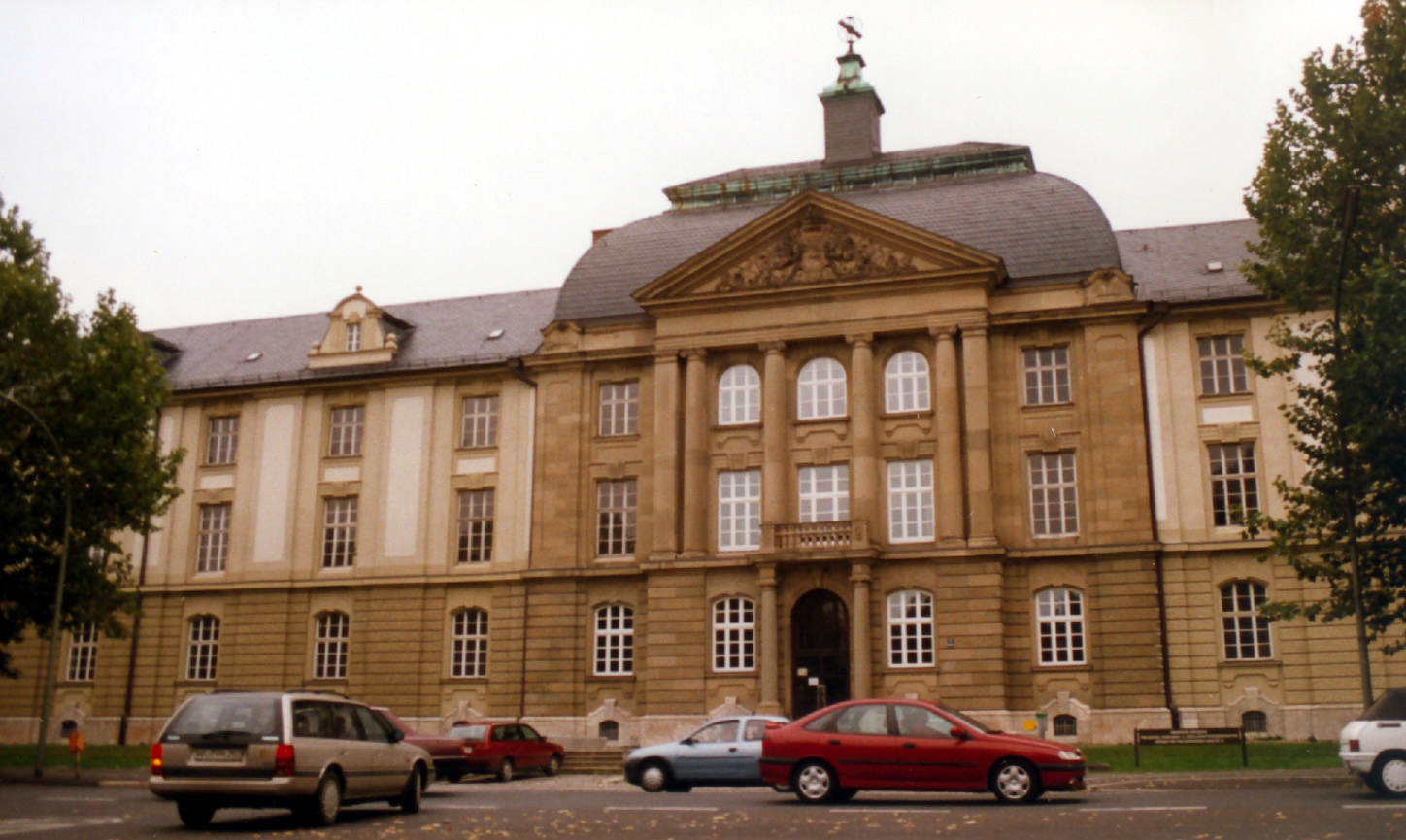
Wittelsbacherplatz

Die halbkreisförmige Anlage des Wittelsbacherplatzes (Lage) wurde als Vorplatz zum Monumentalbau der Pädagogischen Hochschule konzipiert und ist axial auf diesen bezogen. Bebaut ist das Halbrund mit Wohnhäusern der 1920er Jahre, die sich mit ihrer zurückhaltenden Formensprache dem beherrschenden Schulbau unterordnen. Die in der Mittelachse einmündende Seinsheimstraße hat mit ihrem Baumbestand und den Häusern 13 und 20b/22 Anteil am Platzensemble. Aktennummer: E-6-63-000-2.

## Stadtbefestigungen

### Würzburg

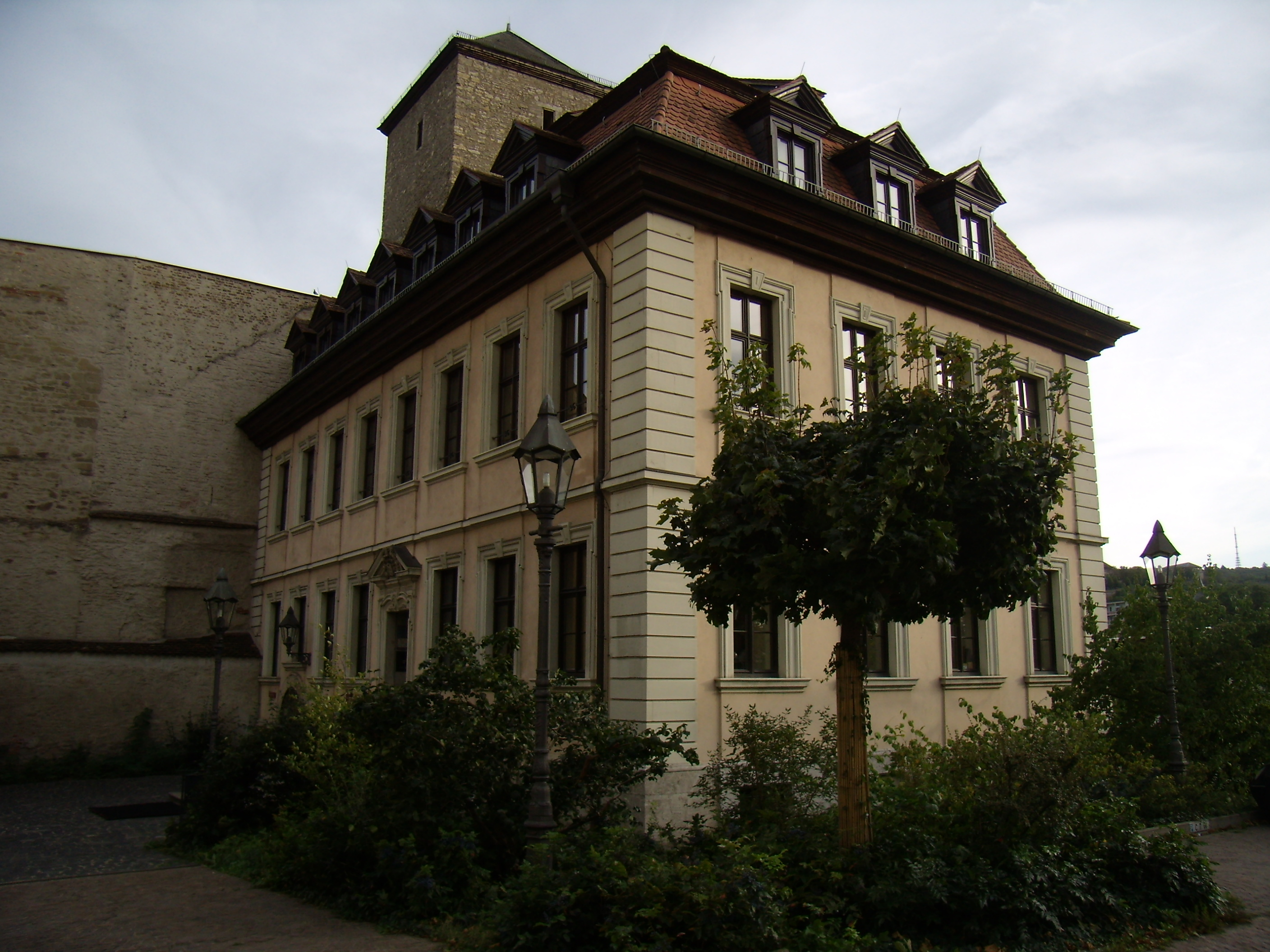
Würtzburg-Palais mit Schneidturm

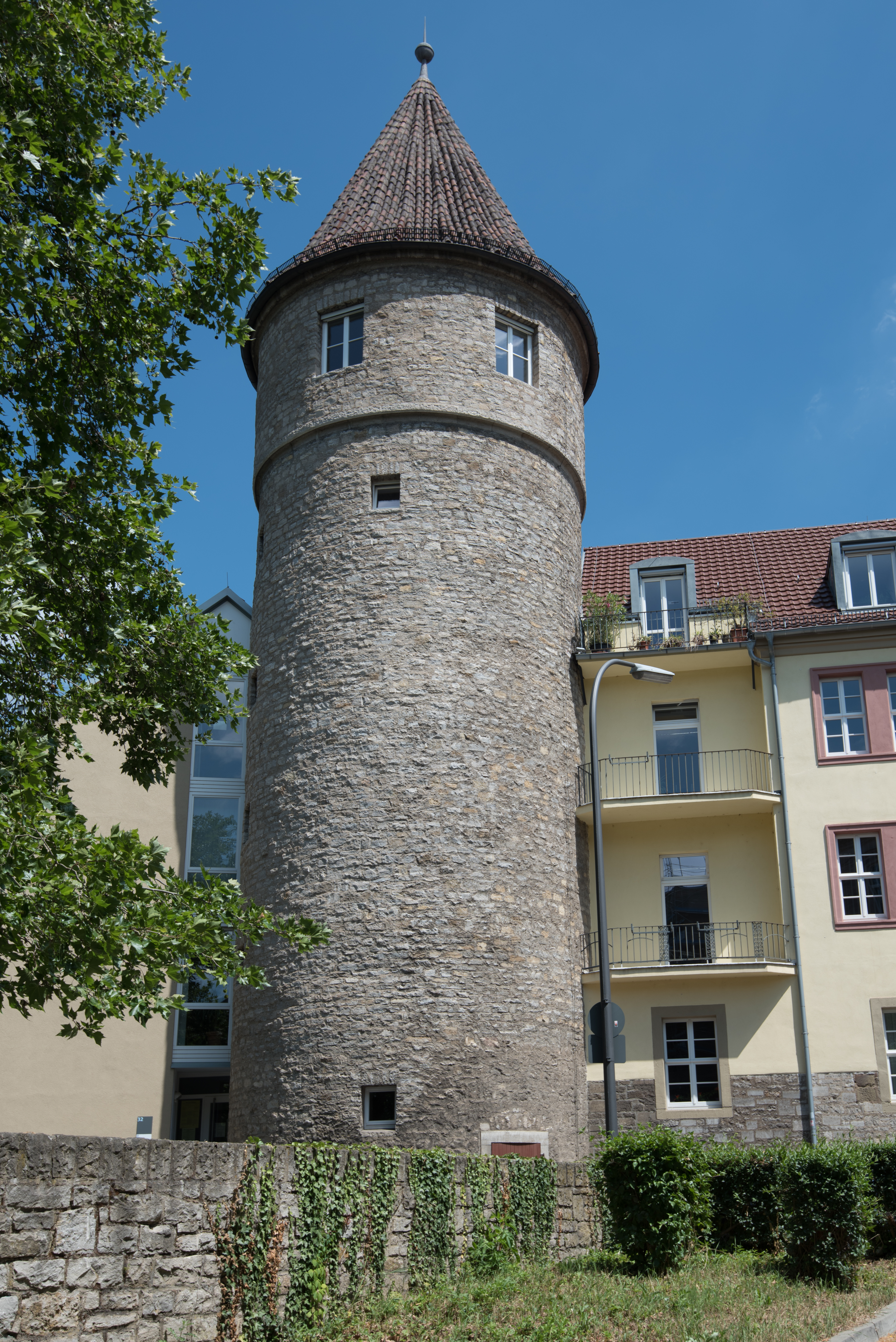
Hexenturm, Zwinger 32

Es sind verschiedene Mauerzüge der unterschiedlichen Stadterweiterungen mit Rund- oder Halbrundtürmen in unverputztem Bruchsteinmauerwerk aus dem 13./14. Jahrhundert, im Bereich der Kernstadt über Fundamenten des frühen 11. Jahrhunderts, an folgenden Adressen erhalten:
- Balthasar-Neumann-Promenade 4 a (Lage)
- Bohnesmühlgasse
- Kettengasse 9, 11 (Lage)
- Kettengasse 13, 15 (Lage)
- Kettengasse 17 (Lage)
- Koellikerstraße 15 (Lage)
- Rotlöwengasse 2
- Rotlöwengasse 4 (Lage)
- Tiepolostraße (Lage)
- Zwinger (Lage)
- Zwinger 4 (Lage)
- Zwinger 12 (Lage)
- Zwinger 18 (Lage)

Die erhaltenen Tüme sind folgende:
- sogenannter „Schneidturm“ (Lage), ehemals nordwestlicher Eckturm, hoher Viereckturm mit Pyramidendach, 13./14. Jahrhundert
- sogenannter „Hexenturm“ (Lage), ehemals südöstlicher Eckturm, hoher Rundturm mit vorkragendem Obergeschoss und Kegeldach, 14. Jahrhundert
- sogenannter „Hirtenturm“ (Lage), ehemals südwestlicher Eckturm, Viereckturm mit Geschützzinnen und aufgeständertem Pyramidendach, nach 1525 über Fundamenten des 13. Jahrhunderts, im 17. Jahrhundert erneuert, nach Kriegszerstörung wiederaufgebaut, mit zuheörigem Mauerrest

Aktennummer: D-6-63-000-4.
Die mittelalterliche Uferbefestigung war in die Stadtbefestigung einbezogen und ist an folgenden Adressen erhalten:
- Büttnerstraße 64, 66, 68 (Lage)
- Büttnerstraße 72 (Lage)
- Oberer Mainkai 1 (Der obere Mainkai entstand 1872 bis 1877[3])
- Oberer Mainkai 9 (Lage)

In der Barockzeit wurde eine Befestigung mit Bastionen angelegt.

| Lage                                                  | Objekt                                                                      | Beschreibung | Akten-Nr.      | Bild                    |
| ----------------------------------------------------- | --------------------------------------------------------------------------- | --- | -------------- | ----------------------- |
| Dreikronenstraße; Leonhard-Frank-Promenade (Standort) | Uferbefestigung der linken Mainseite                                        | Böschungsmauer mit Resten von vier Bastionen und den neuaufgebauten Fundamenten des ehemaligen Dicken Turmes, Kalkstein, zweite Hälfte 17. Jahrhundert vermauerter Wappenstein des Fürstbischofs Johann Gottfried von Guttenberg, Sandstein, bezeichnet „1696“ Wappenrelief des Fürstbischofs Johann Gottfried von Guttenberg von Greifen gehalten, Sandstein, Ende 17. Jahrhundert, in Neuaufstellung | D-6-63-000-105 | BW                      |
| Fred-Joseph-Platz 1 (Standort)                        | Burkarder Tor, Stadttor                                                     | Gekrümmter Tordurchgang der Bastionärbefestigung, kräftig gegliedertes Rustikaportal mit Wappentympanon auf der Feldseite, einfaches Rundbogenportal mit Fratzenschlussstein und Okulusfenster auf der Stadtseite, Kalkstein und Sandstein, barock, Antonio Petrini, 1680 Zugehörige Brücke, siebenjochige Rundbogenbrücke, Kalkstein, barock, um 1750                                                 | D-6-63-000-87  | Burkarder Tor, Stadttor |
| Fred-Joseph-Platz 1 (Standort)                        | Reste des bastionären Befestigungsgürtels auf der linken Mainseite          | Mit zwei erhaltenen Stadttoren (Zeller und Burkarder Tor), Bastionen, Kurtinen und zugehöriger Contrescarpe, Böschungsmauern mit eingelassenen Wappensteinen, Barock, zweite Hälfte 17. Jahrhundert | D-6-63-000-394 | BW                      |
| Schottenanger 15 (Standort)                           | Bastion der barocken Stadtbefestigung                                       | Mit Wappen des Fürstbischofs Johann Philipp von Schönborn, bezeichnet „1666“ | D-6-63-000-537 | BW                      |
| Zeller Straße (Standort)                              | Sogenanntes Zeller Tor, Stadttor                                            | Gekrümmte Tordurchfahrt in der Bastionärbefestigung, feldseitig übergiebeltes Rustikaportal mit Wappenrelief und aufgesetztem Wachhäuschen, stadtseitig einfacher Rustikabogen mit Fratzenschlussstein, frühbarock, Kalkstein und Sandstein, bezeichnet „1666“ Rest der zugehörigen Bogenbrücke mit einem erhaltenen Bogen und einem weiteren Bogenansatz, Kalkstein, um 1750                          | D-6-63-000-639 | BW                      |
| Nähe Residenzplatz (Standort)                         | Hofgarten, zugehörig die entsprechenden Abschnitte der Bastionärbefestigung | Barock, zweite Hälfte 17. Jahrhundert | D-6-63-000-198 | BW                      |

### Heidingsfeld
Die Stadtmauer der ehemaligen Reichsstadt Heidingsfelde besteht aus Halbpfeilern entlang der Innenseite, auf der West- und Südseite in regelmäßigen Abständen schmale Rundtürme, die im oberen Teil der Maueraußenseite erkerartig in Erscheinung treten, zwei halbrund vorspringende Türme sowie auf den höchsten Erhebungen zwei stärkere Rundtürme mit Kegeldächern (Stegenturm im Westen und Salmannsturm im Osten), am Ein- und Austritt des Heigelbaches durch die Stadtmauer zwei Brückenbauwerke mit Wehrgang und Satteldach, Reste der beidseitigen Ummauerung des Heigelbaches innerhalb der Stadtmauern, Reste des Nikolaustores, unverputzter Kalkbruchstein.
Sie wurde errichtet ab 1368, vollendet im 15. Jahrhundert, Veränderung im 17. Jahrhundert, Abbruch der Tore und einiger Mauerpartien in der zweiten Hälfte des 19. Jahrhunderts, bereits davor Abtragung der Wälle und Zuschüttung der Gräben, Kriegszerstörungen 1945, Wiederaufbau bis 1978/79. Aktennummer: D-6-63-000-5.
Bilder.
Im Uhrzeigersinn beginnend am Nikolaustor gibt es folgende erhaltenen Abschnitte der Stadtmauer:

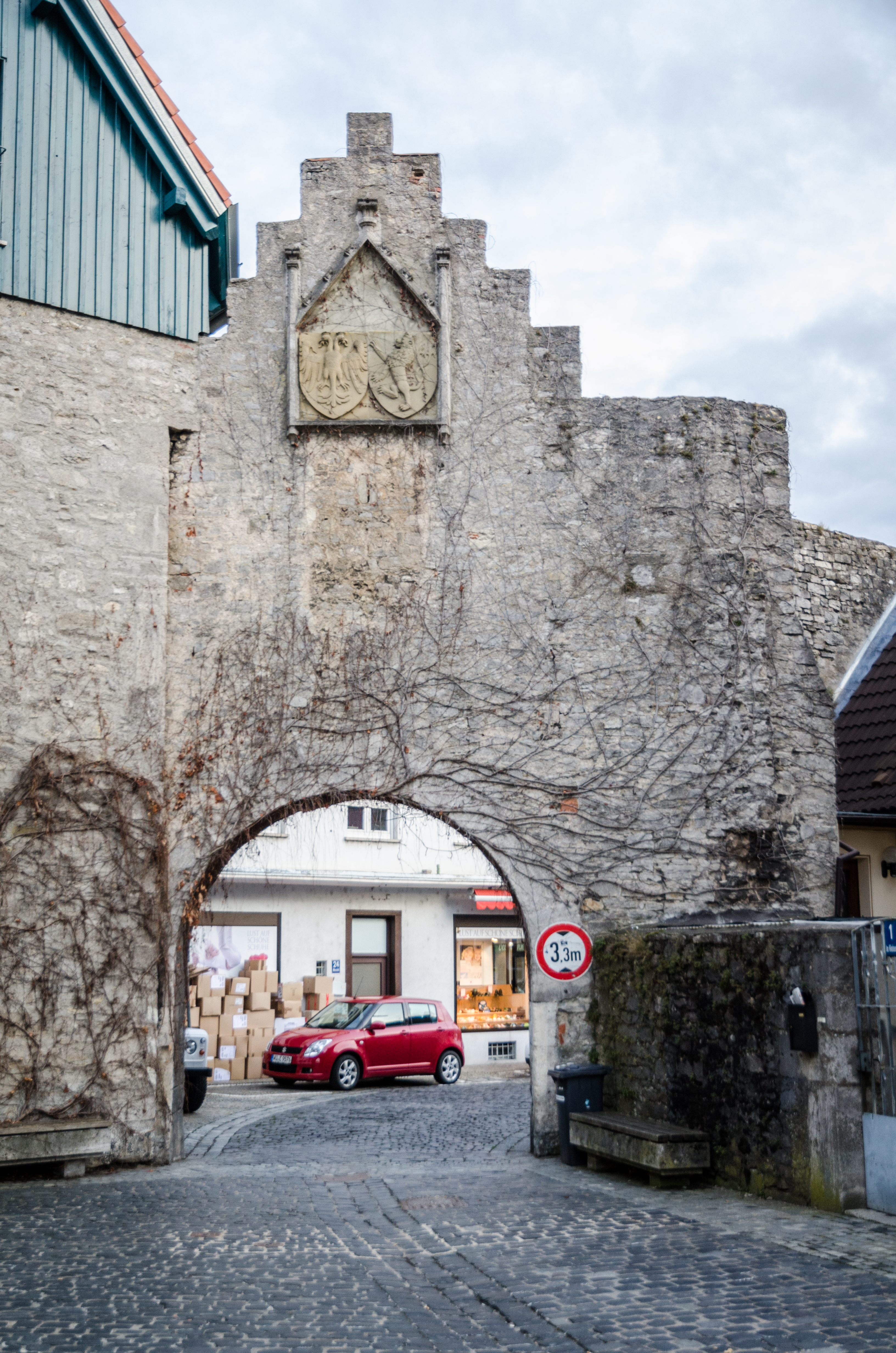
Nikolaustor, Feldseite
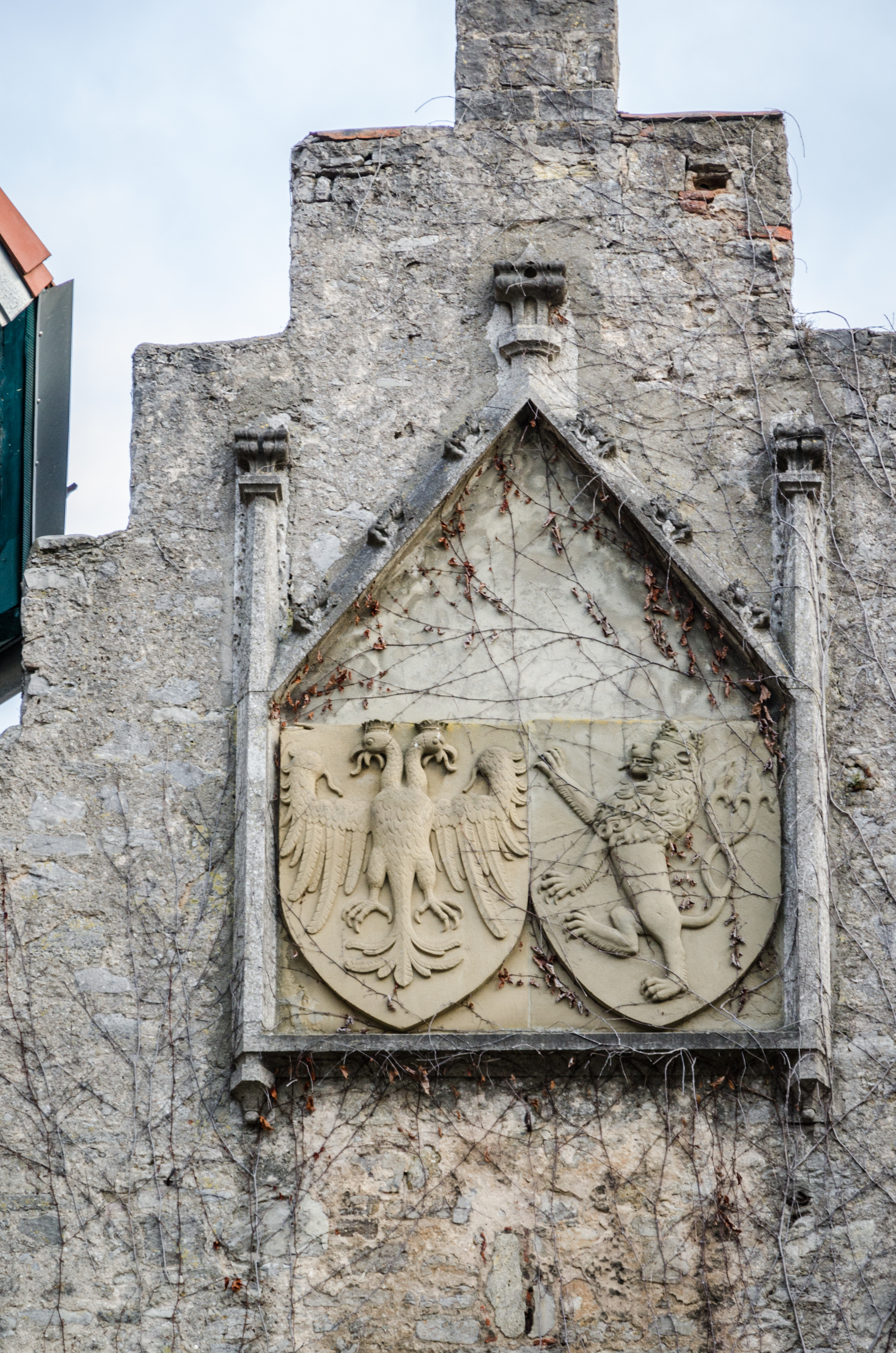
Nikolaustor, Wappen der Reichsstadt Heidingsfeld
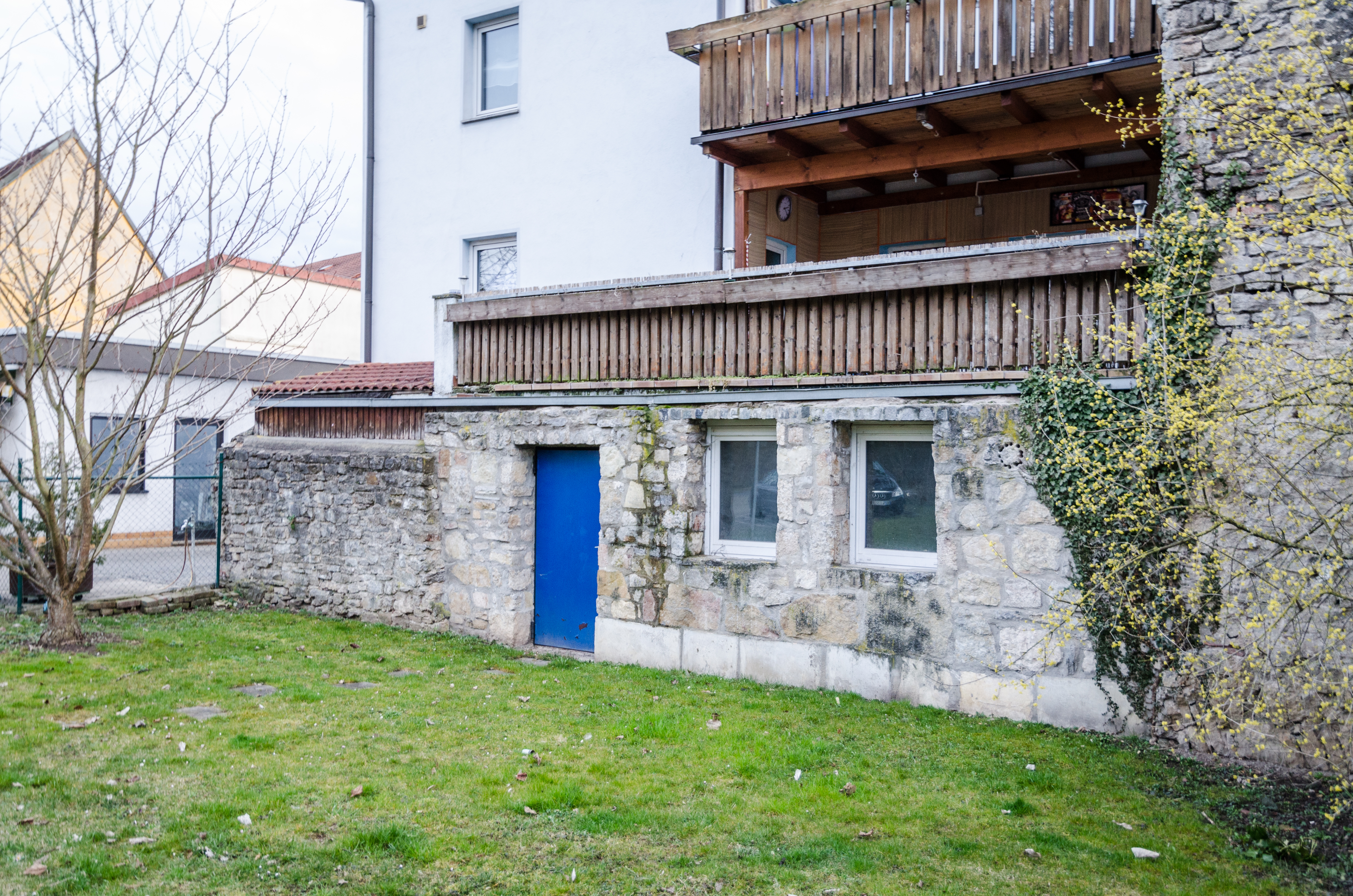
Wenzelstraße 26, Feldseite
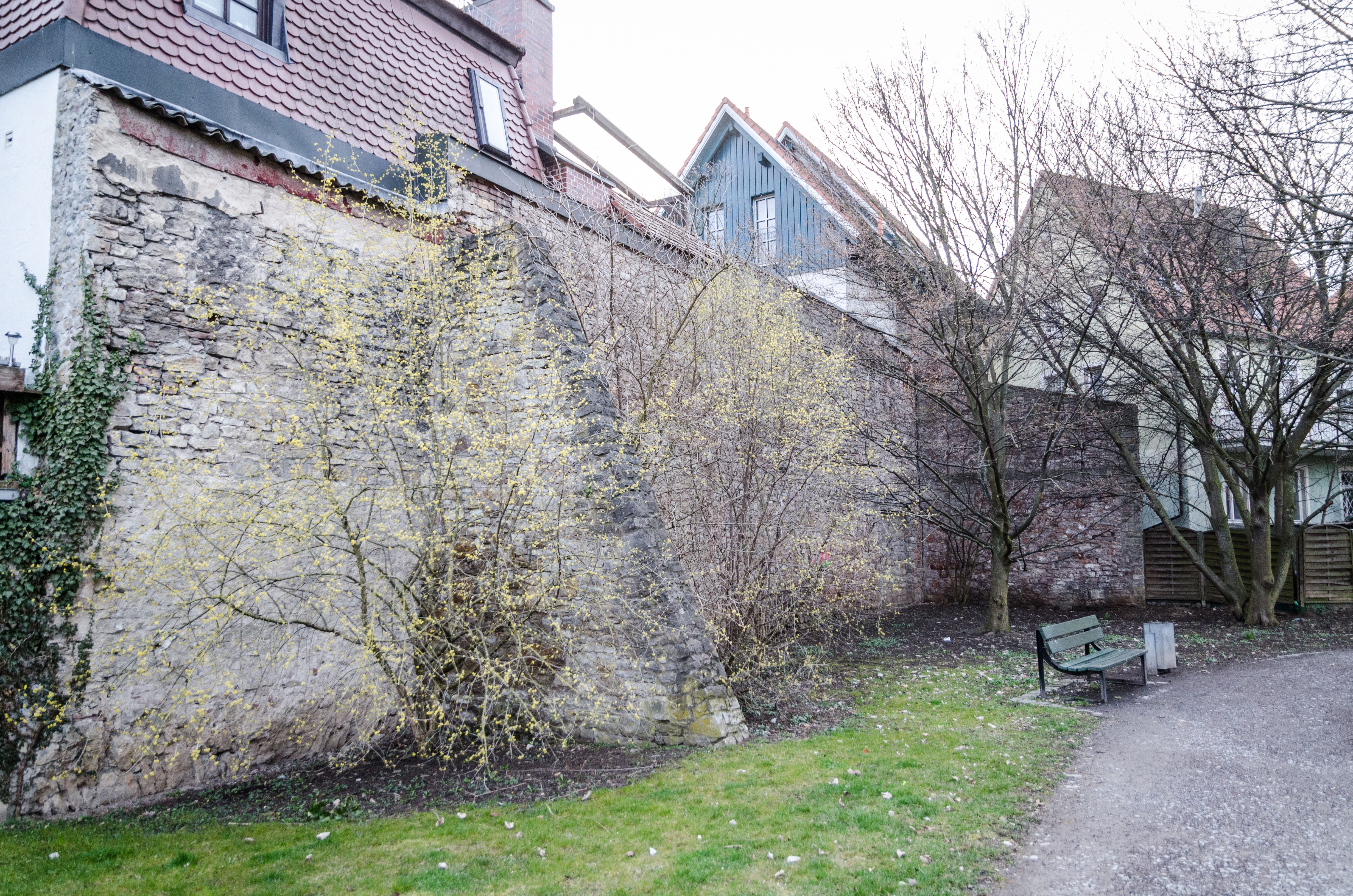
Wenzelstraße 20, Feldseite
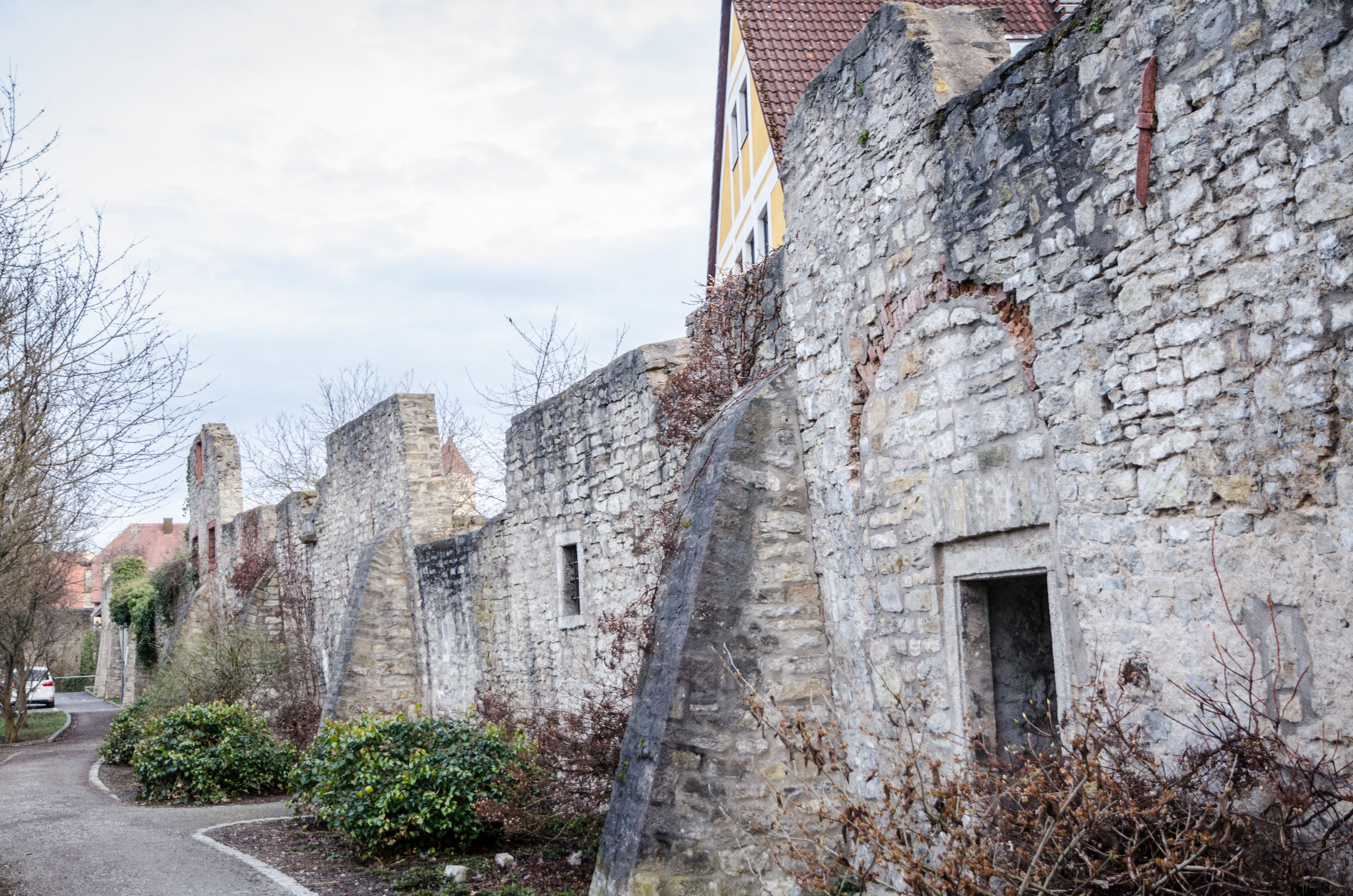
Wenzelstraße 14 bis 3, Feldseite
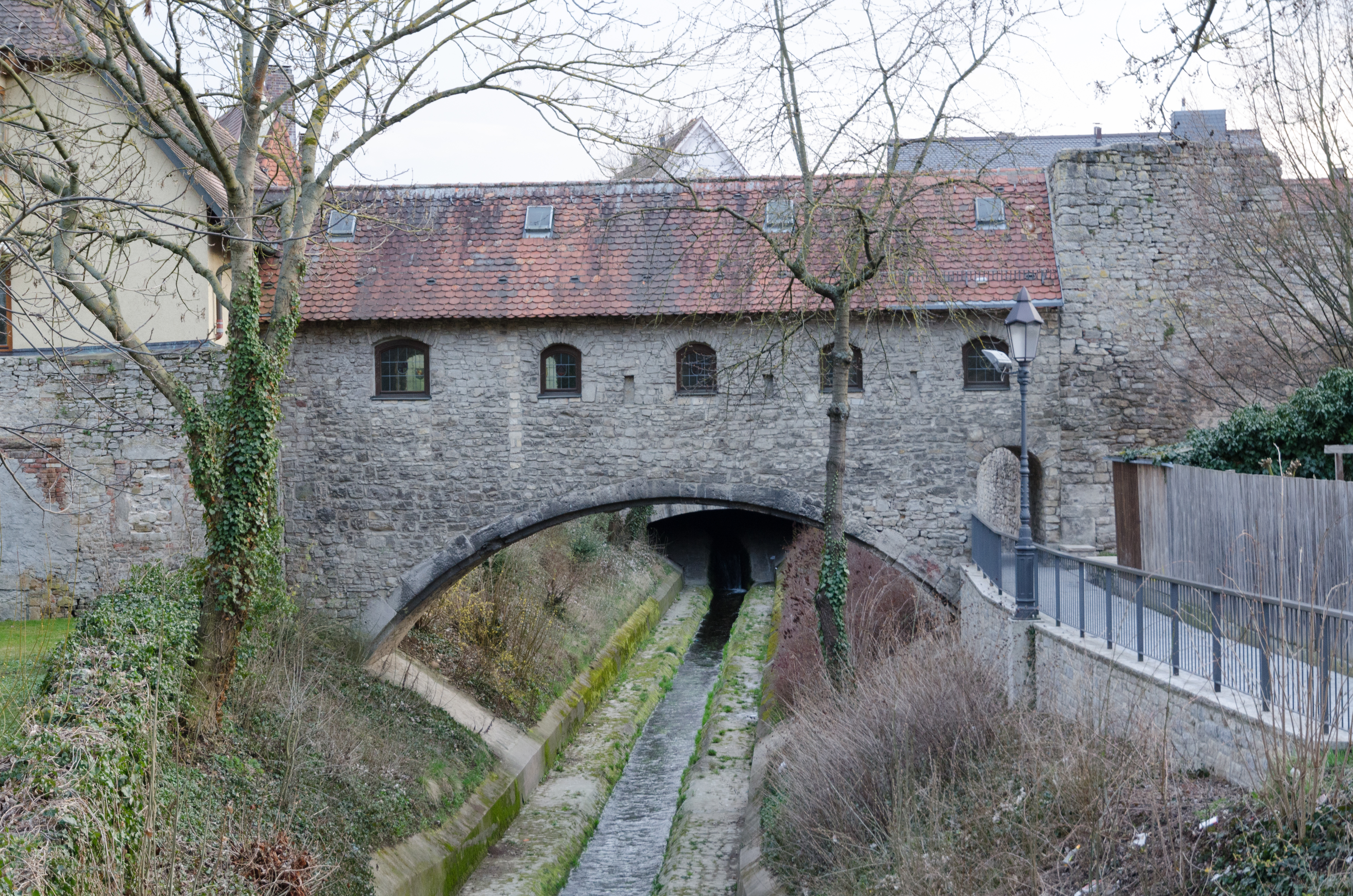
Am Speicherloch, Feldseite
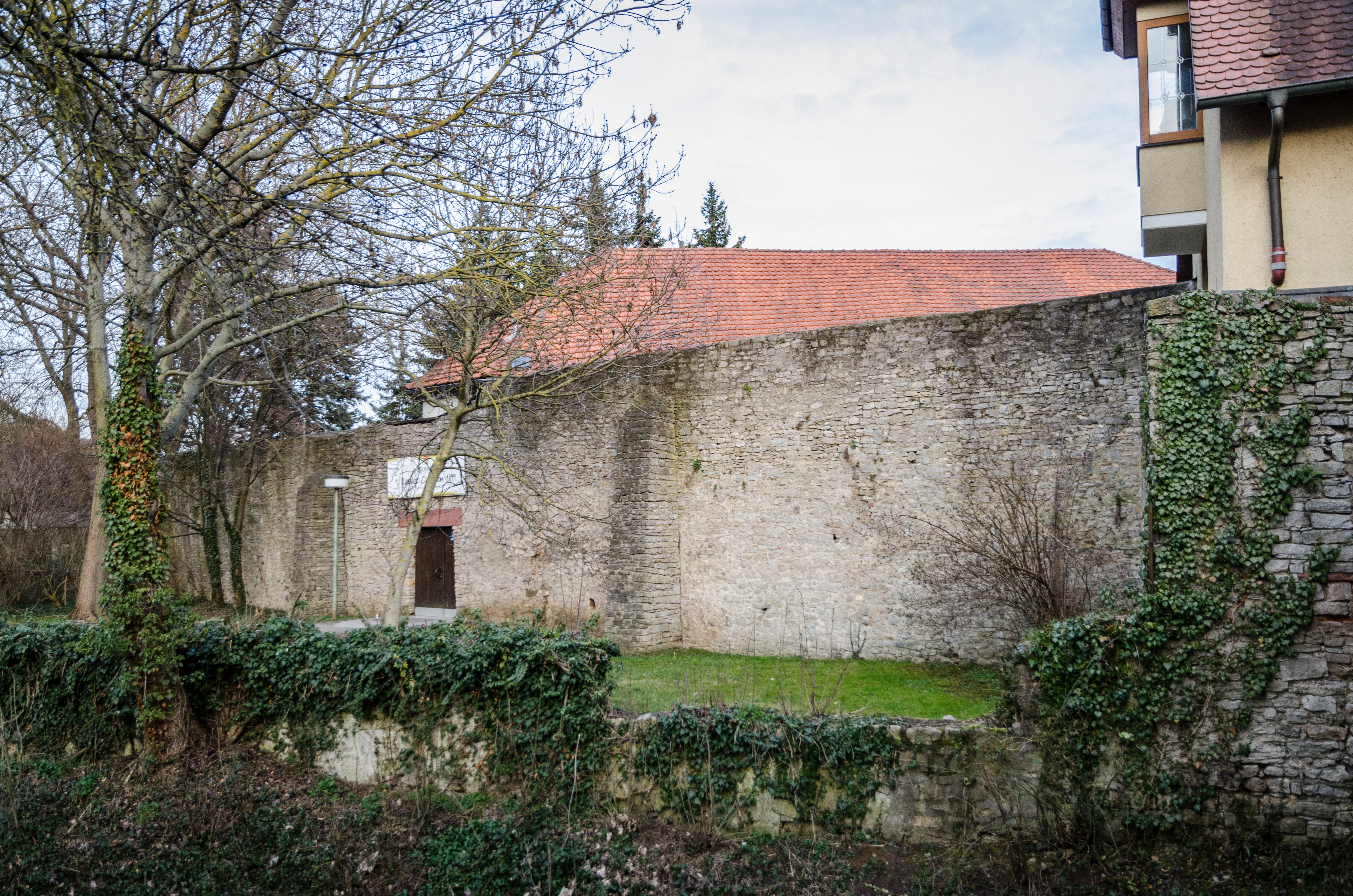
Seegartenweg 3, Feldseite
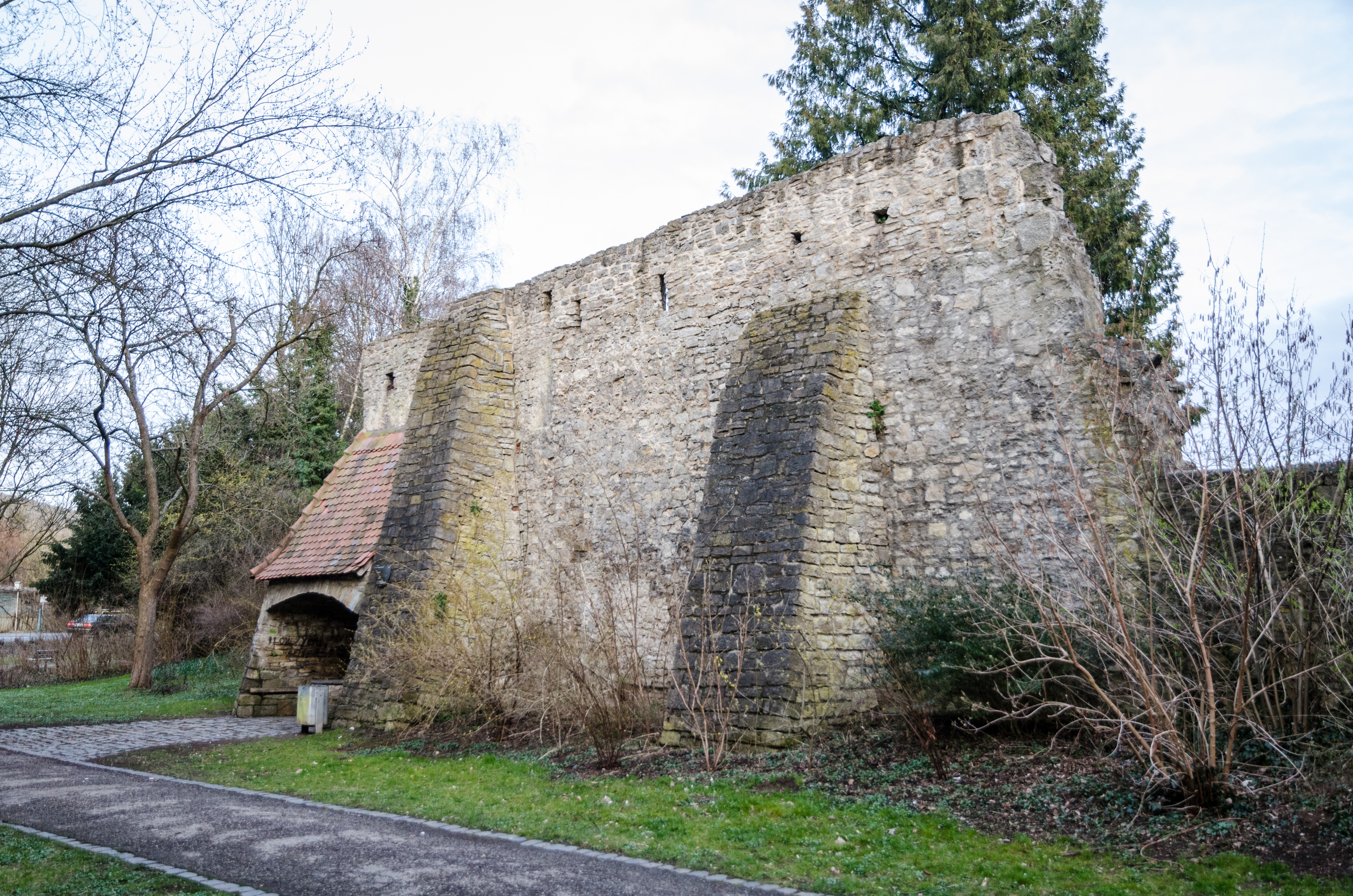
Seegartenweg, Feldseite
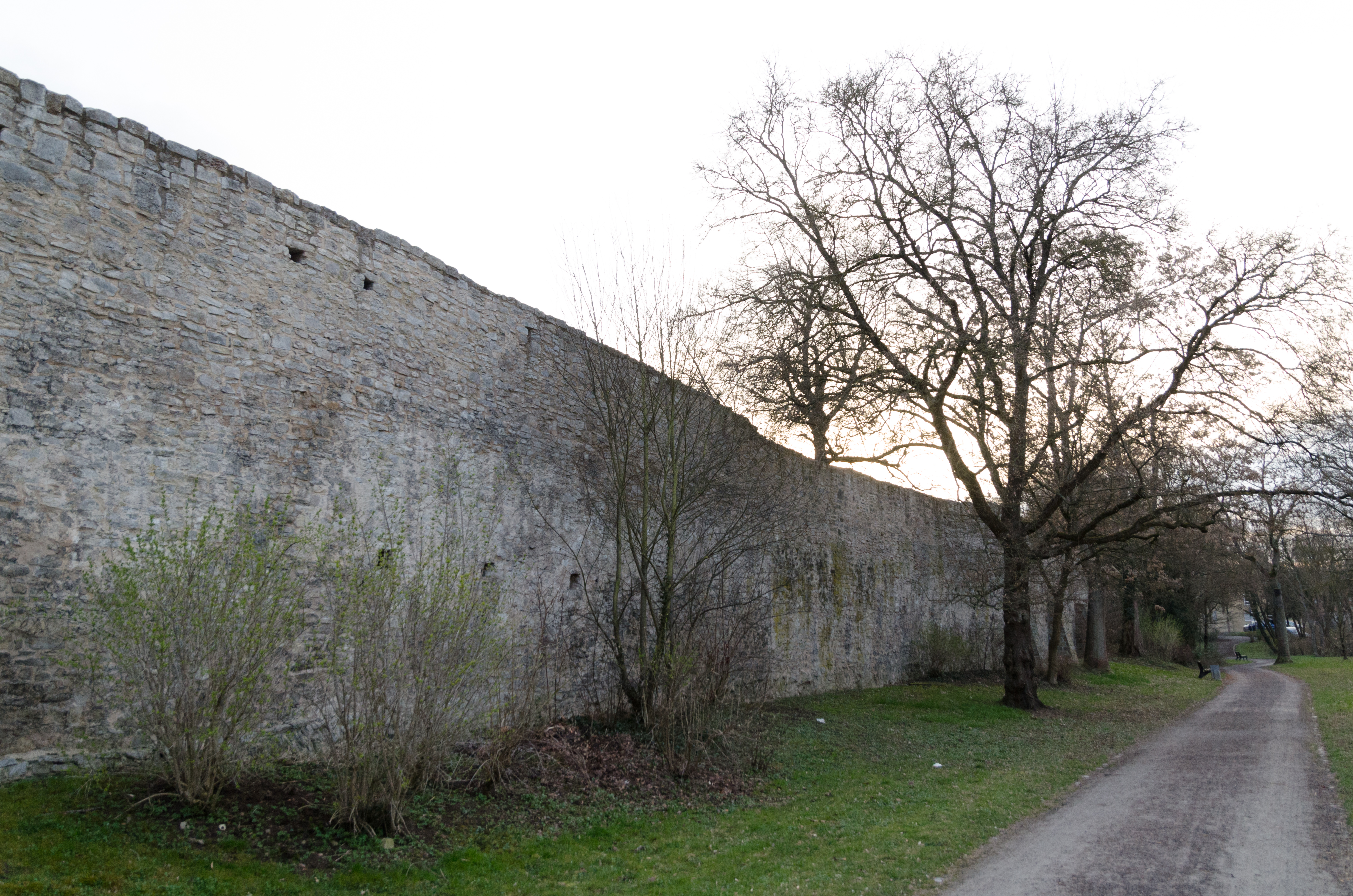
Seilerstraße, Feldseite
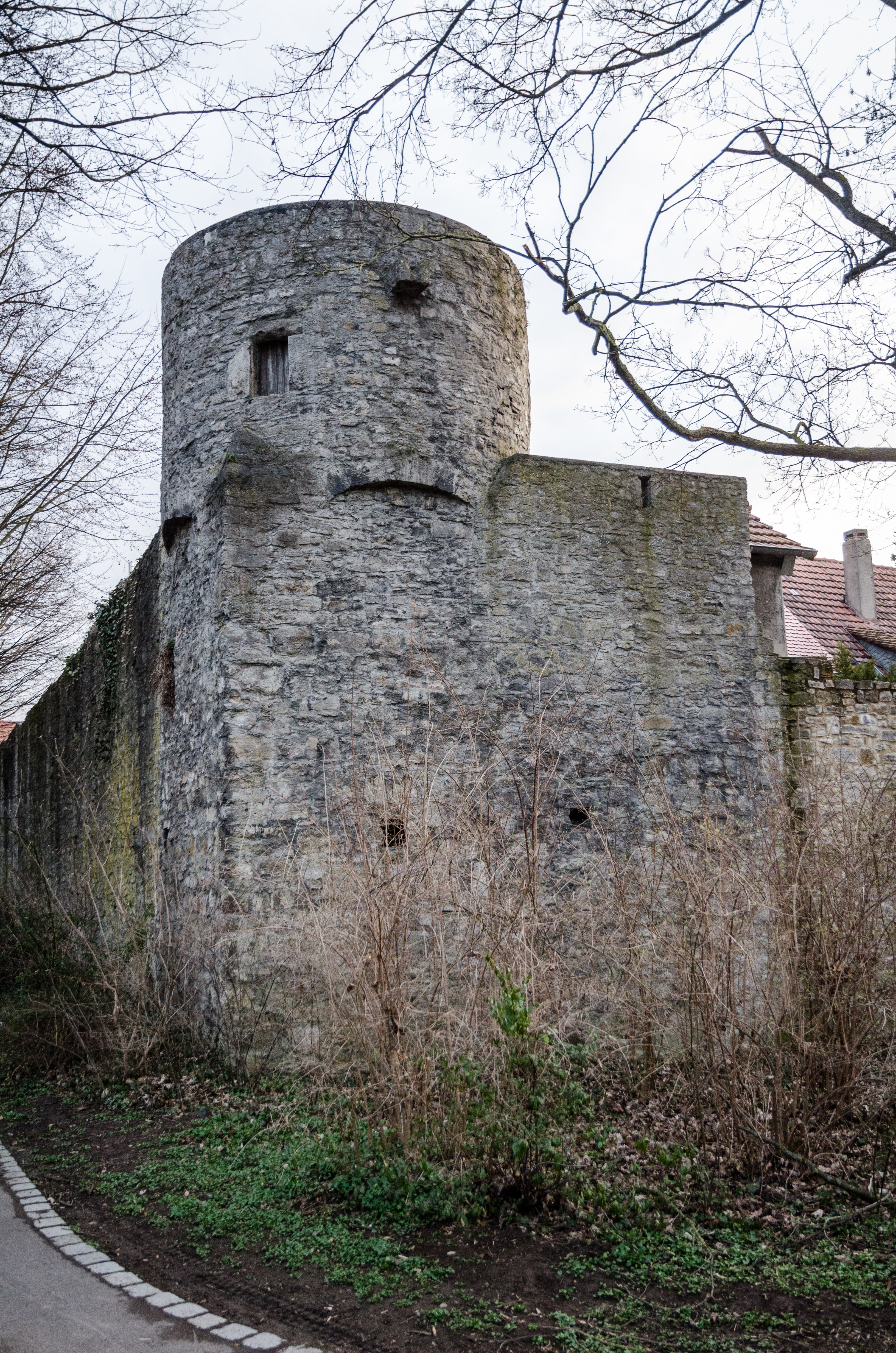
Nordöstlicher Eckturm, Feldseite
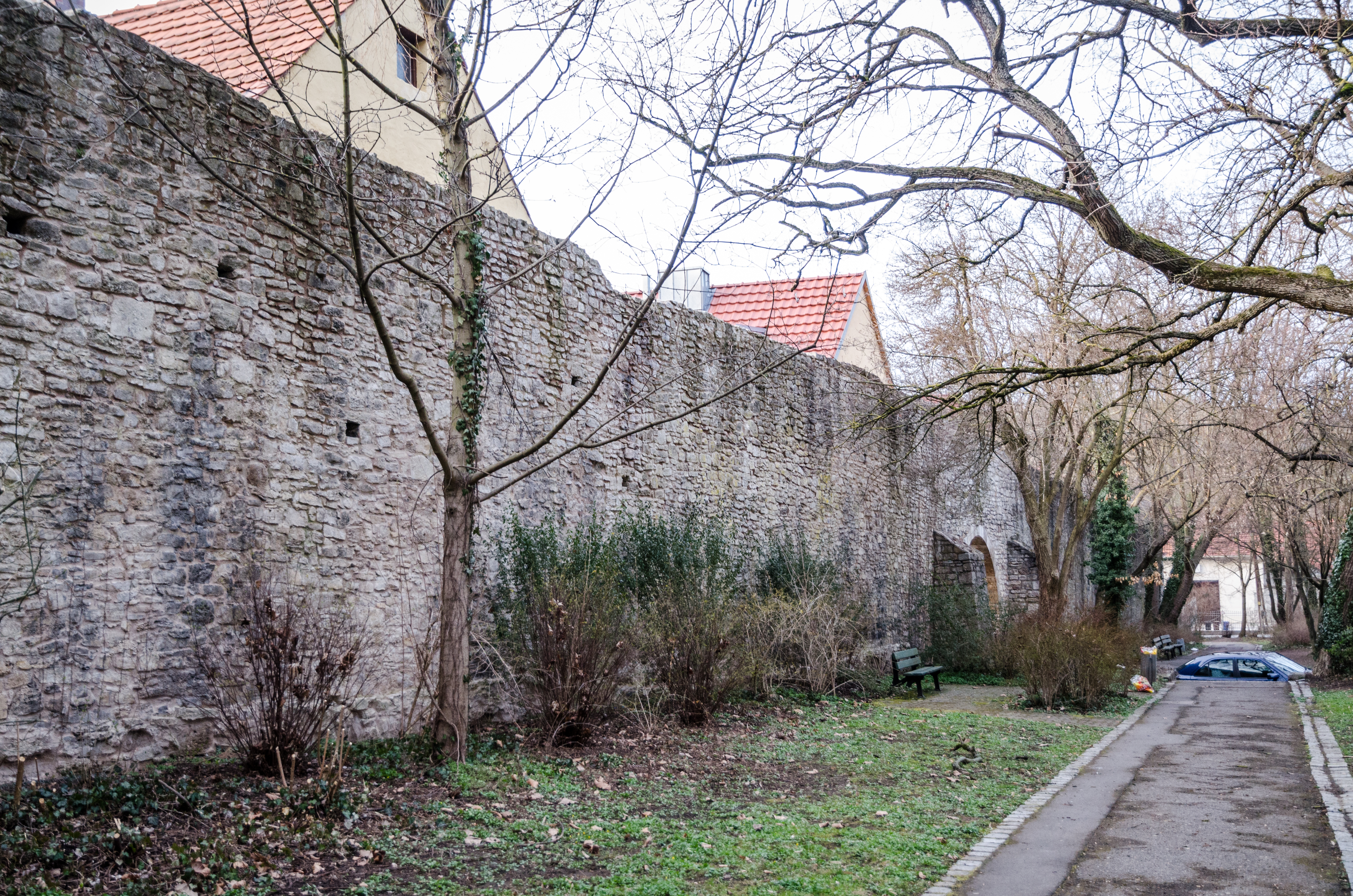
Werkingstraße, Feldseite
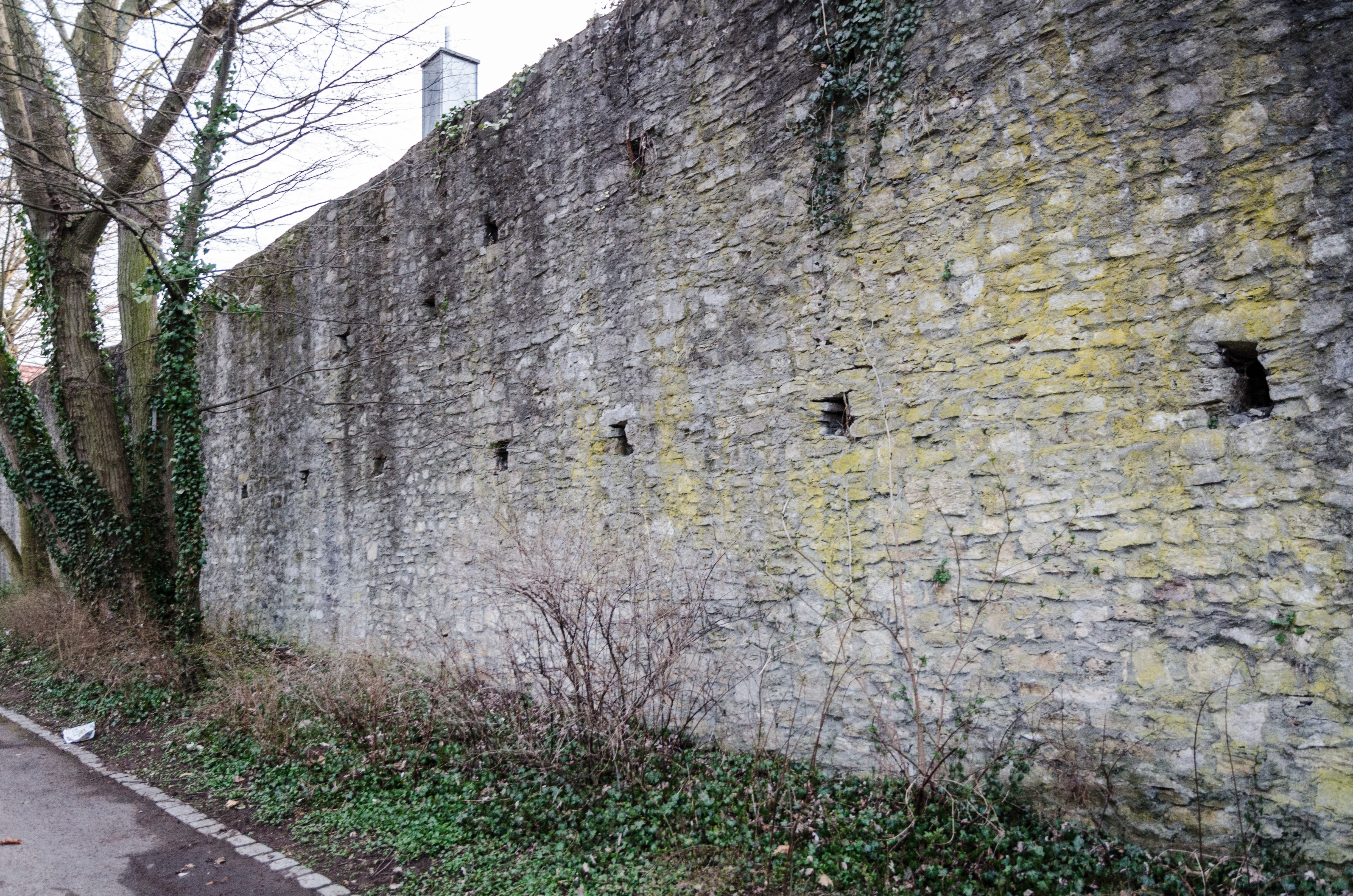
Werkingstraße, Feldseite
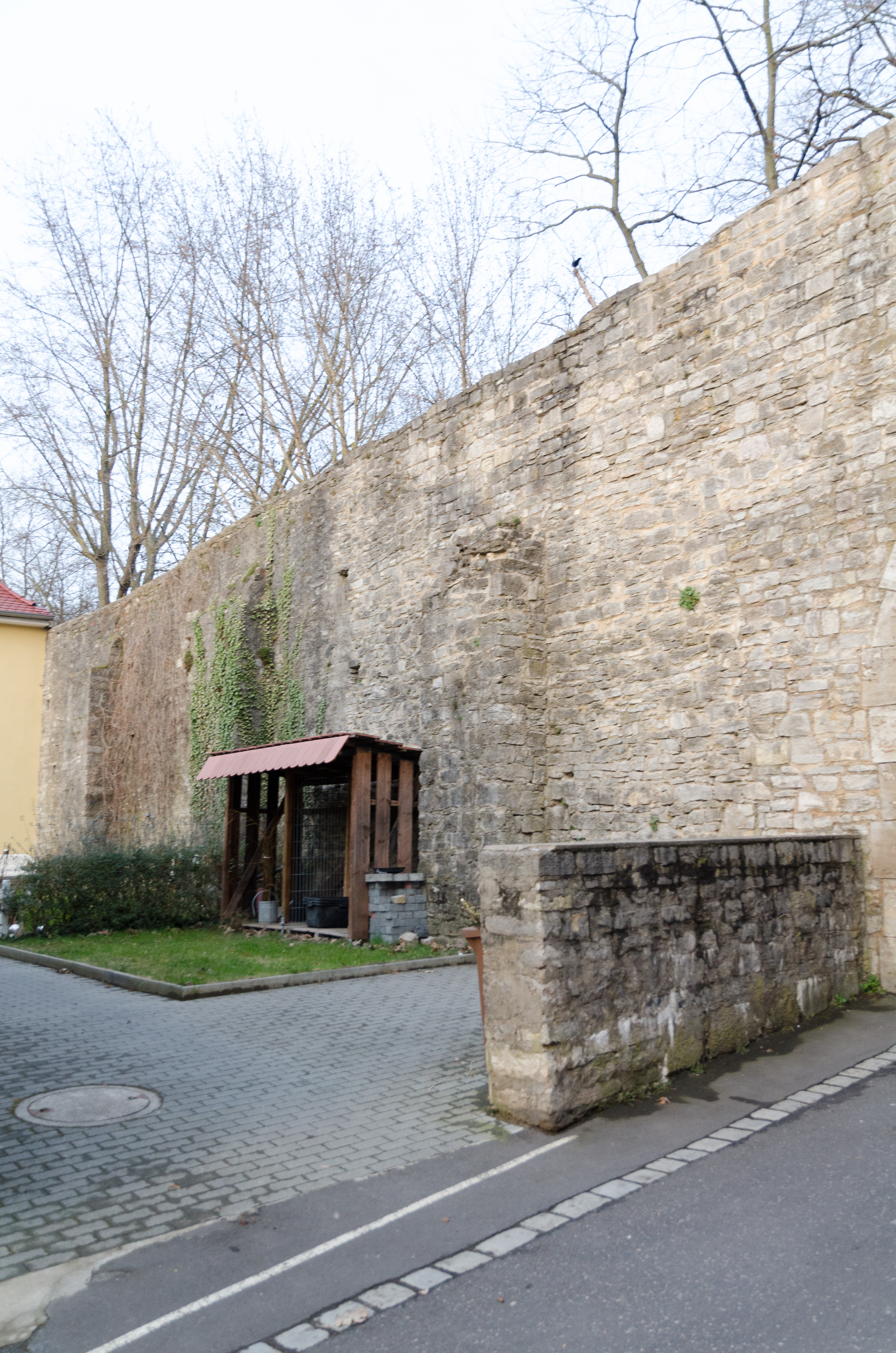
Werkingstraße, Stadtseite
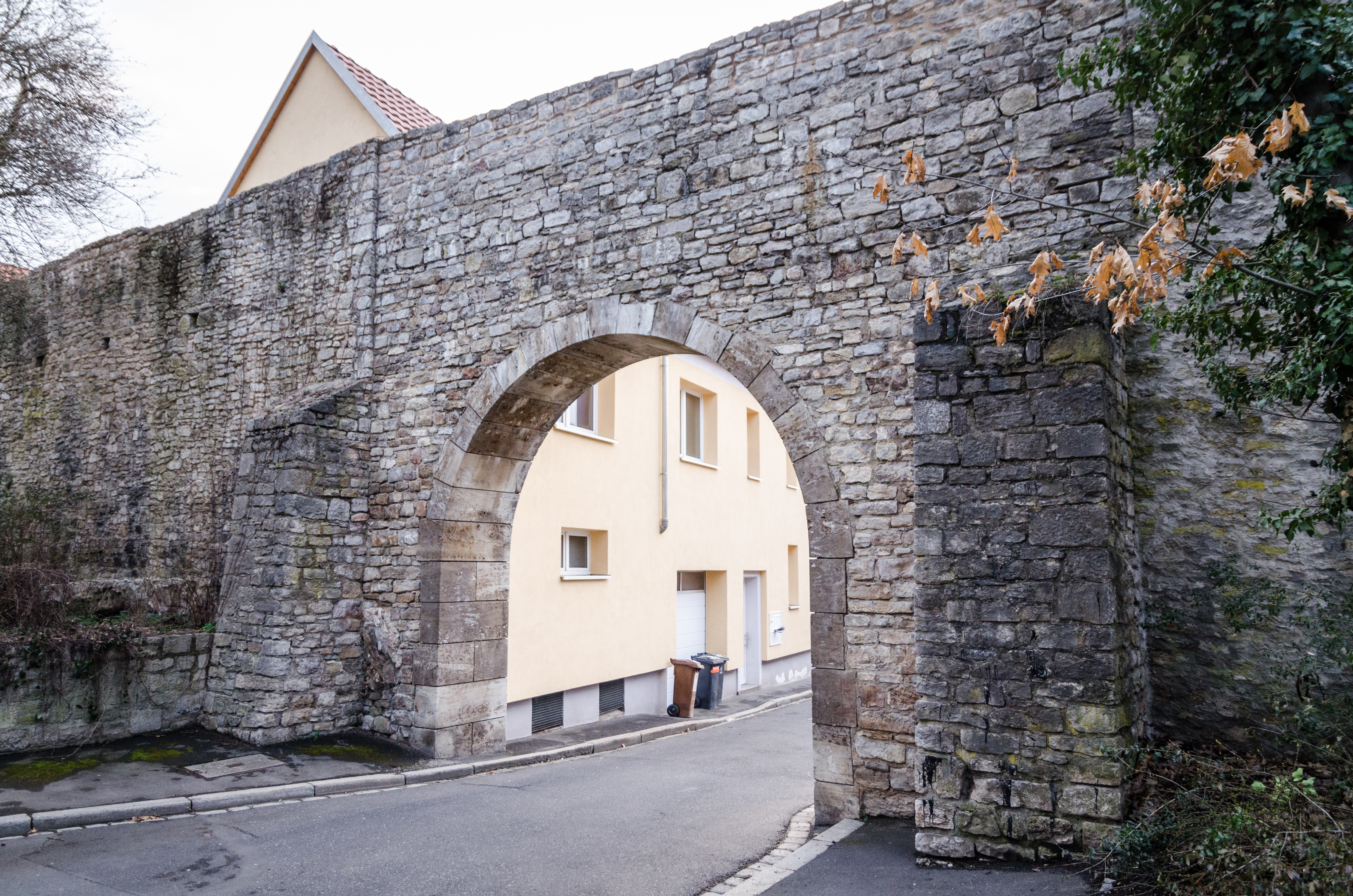
Werkingstraße, Durchbruch Stadtseite
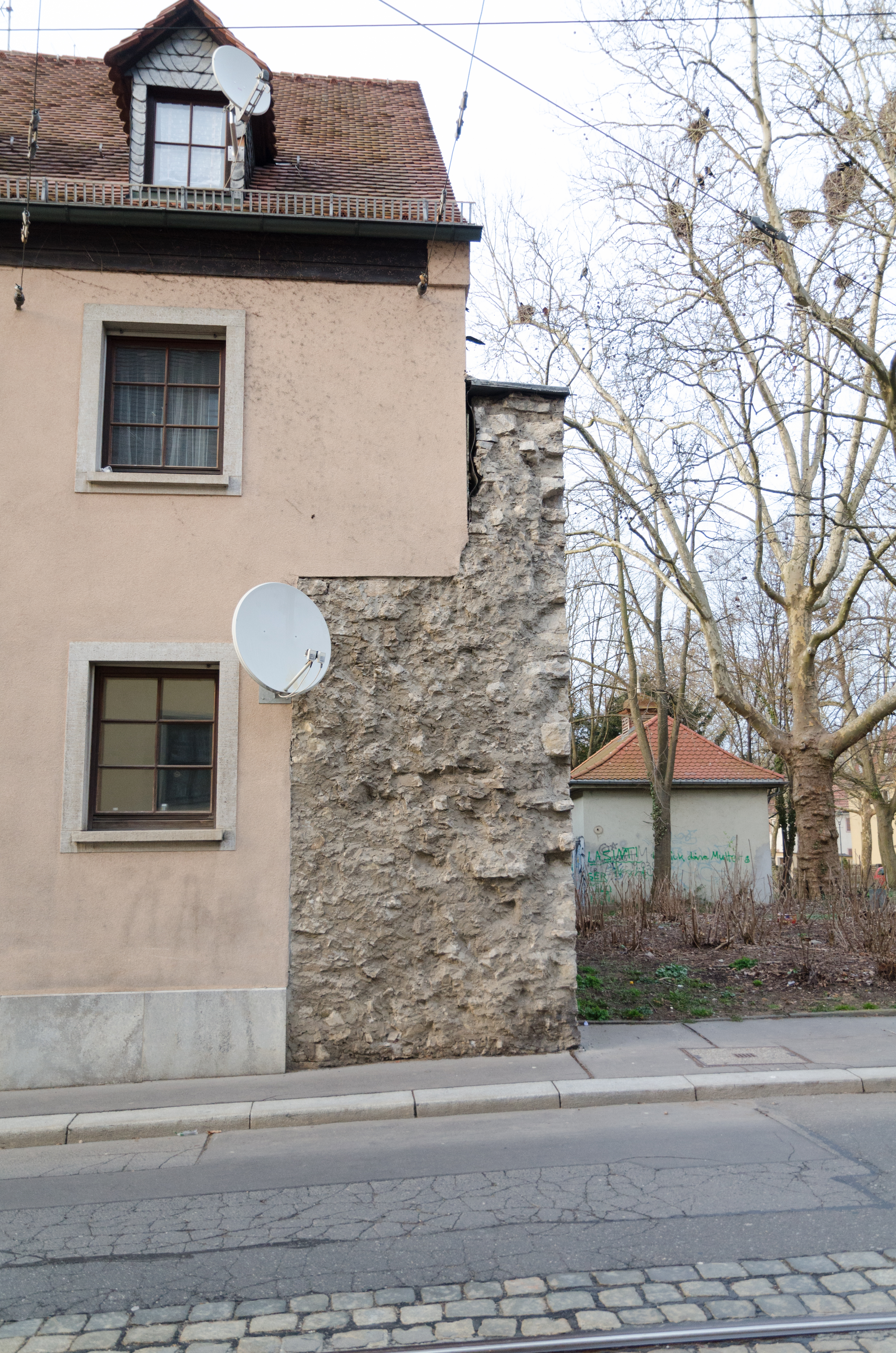
Klosterstraße 43
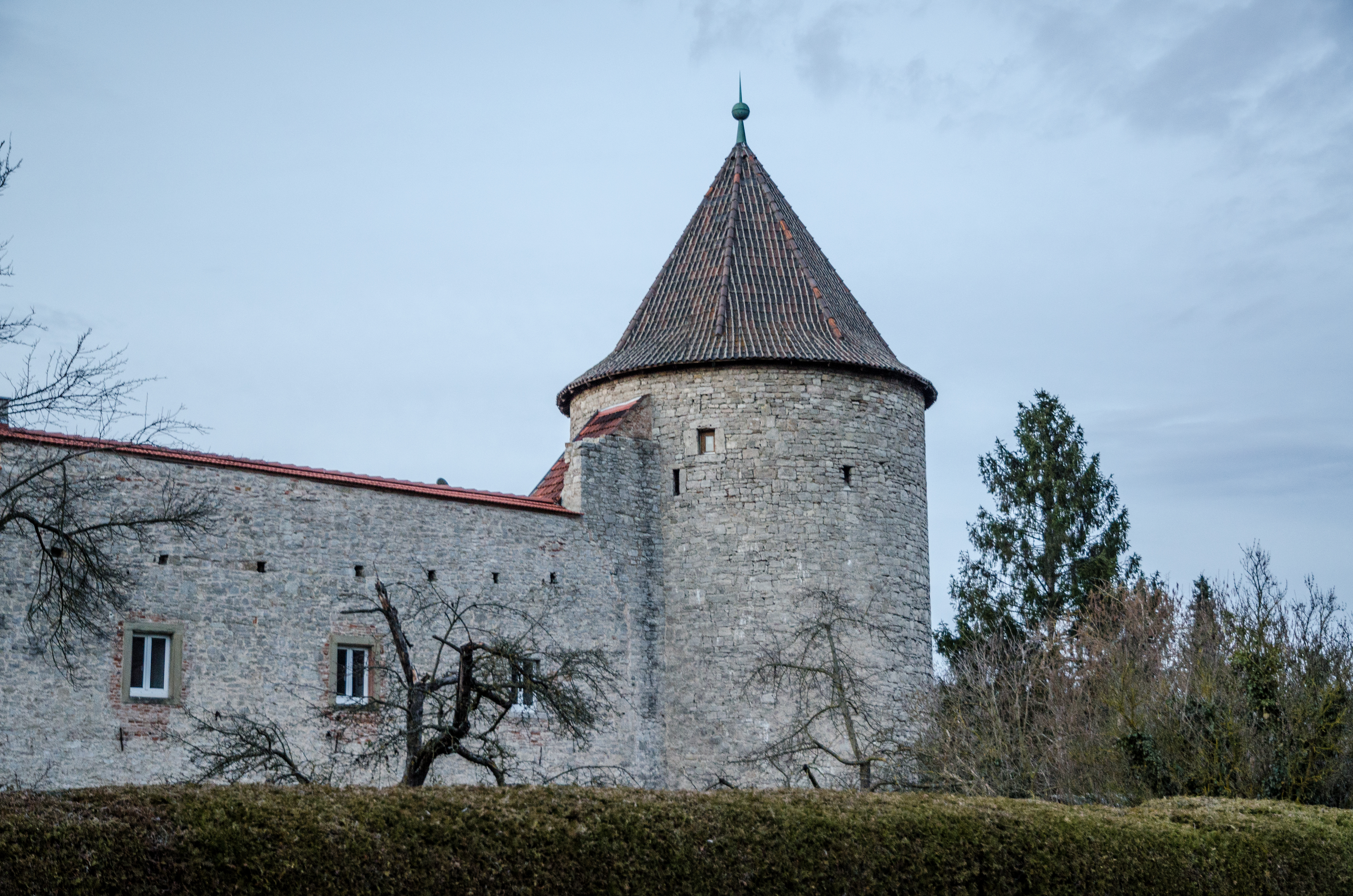
Salmannsturm
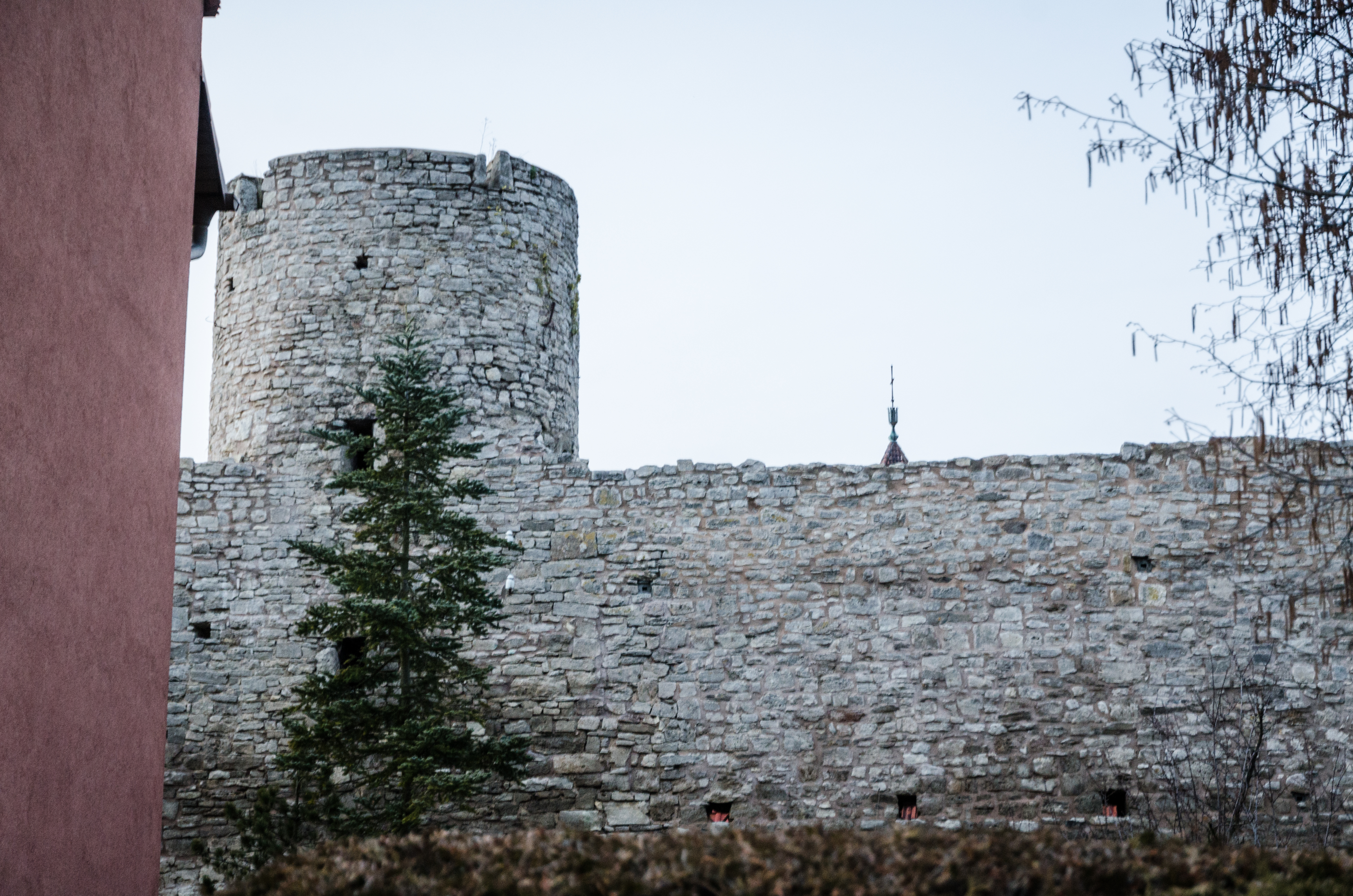
Glacisweg, Mauerturm, Feldseite
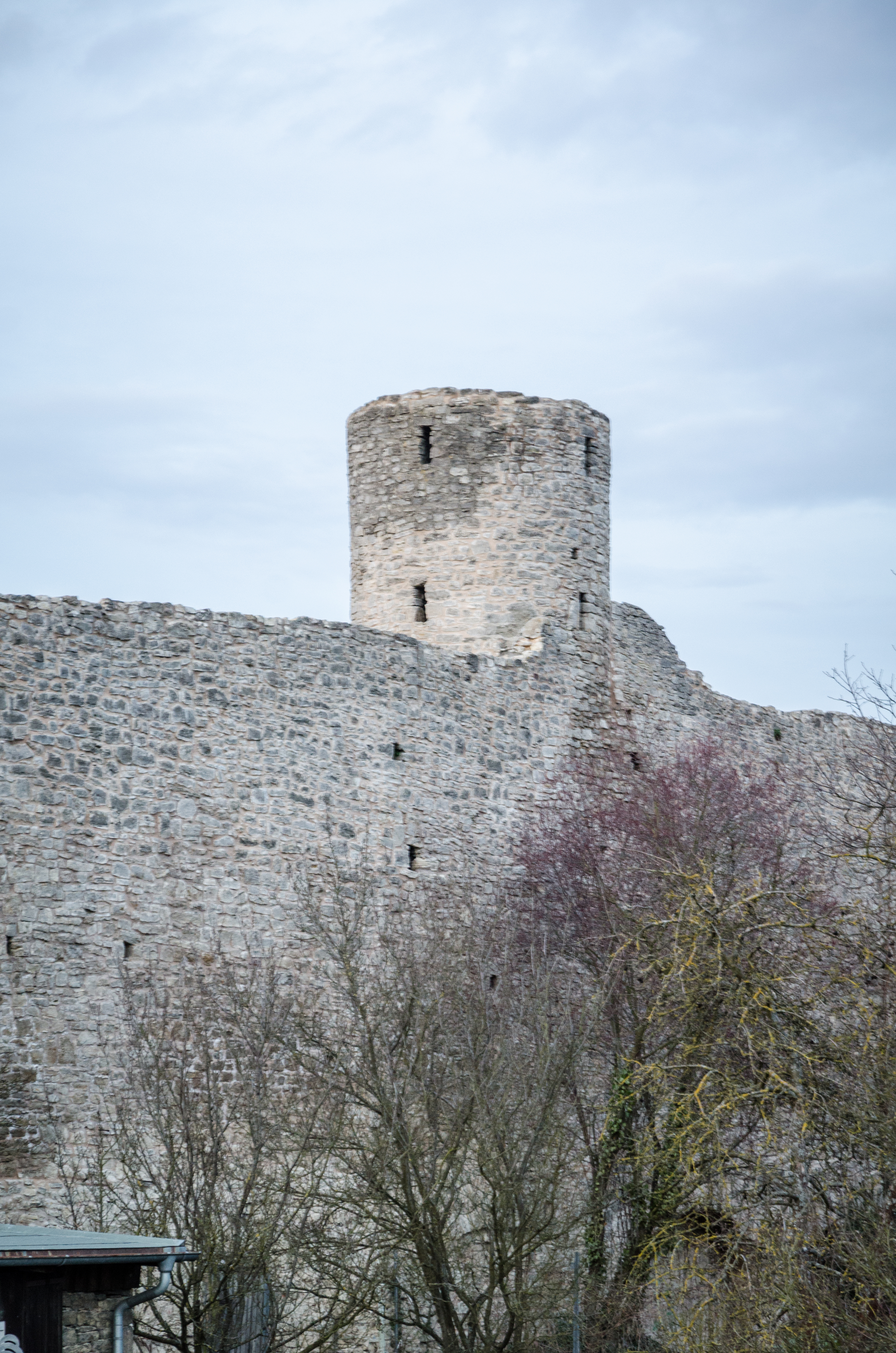
Glacisweg, Mauerturm, Feldseite
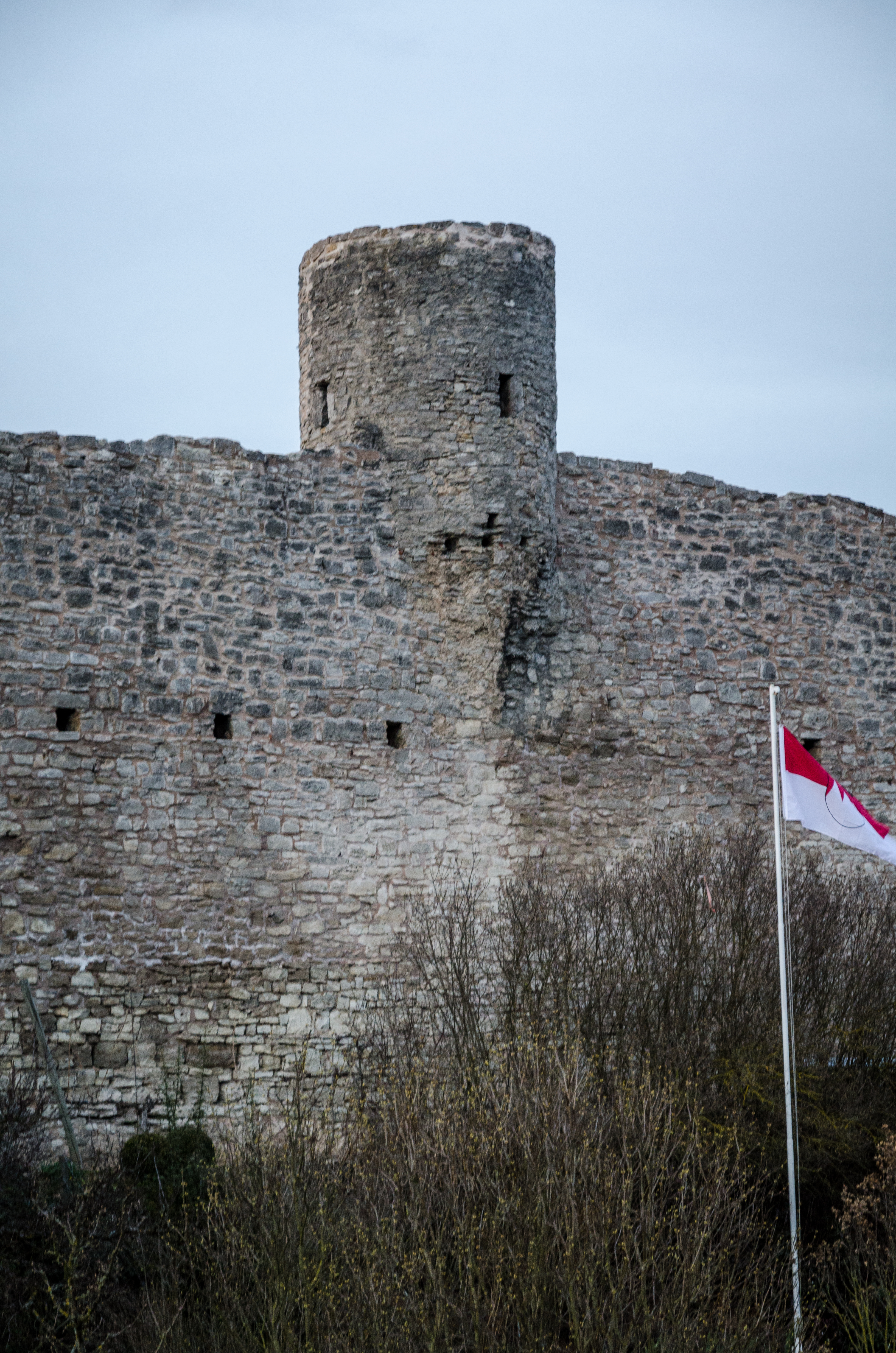
Glacisweg, Mauerturm, Feldseite
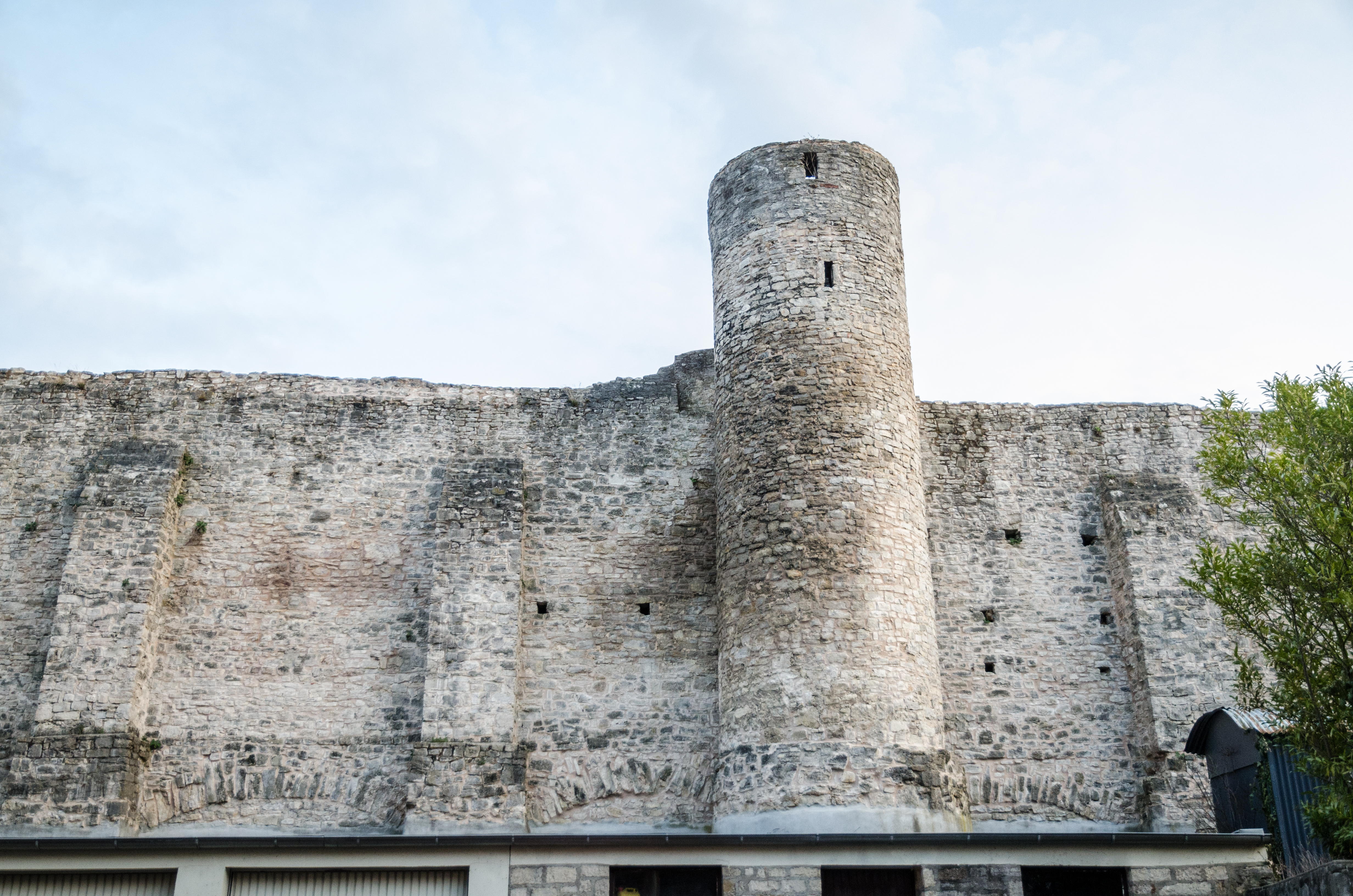
Glacisweg, Mauerturm, Stadtseite
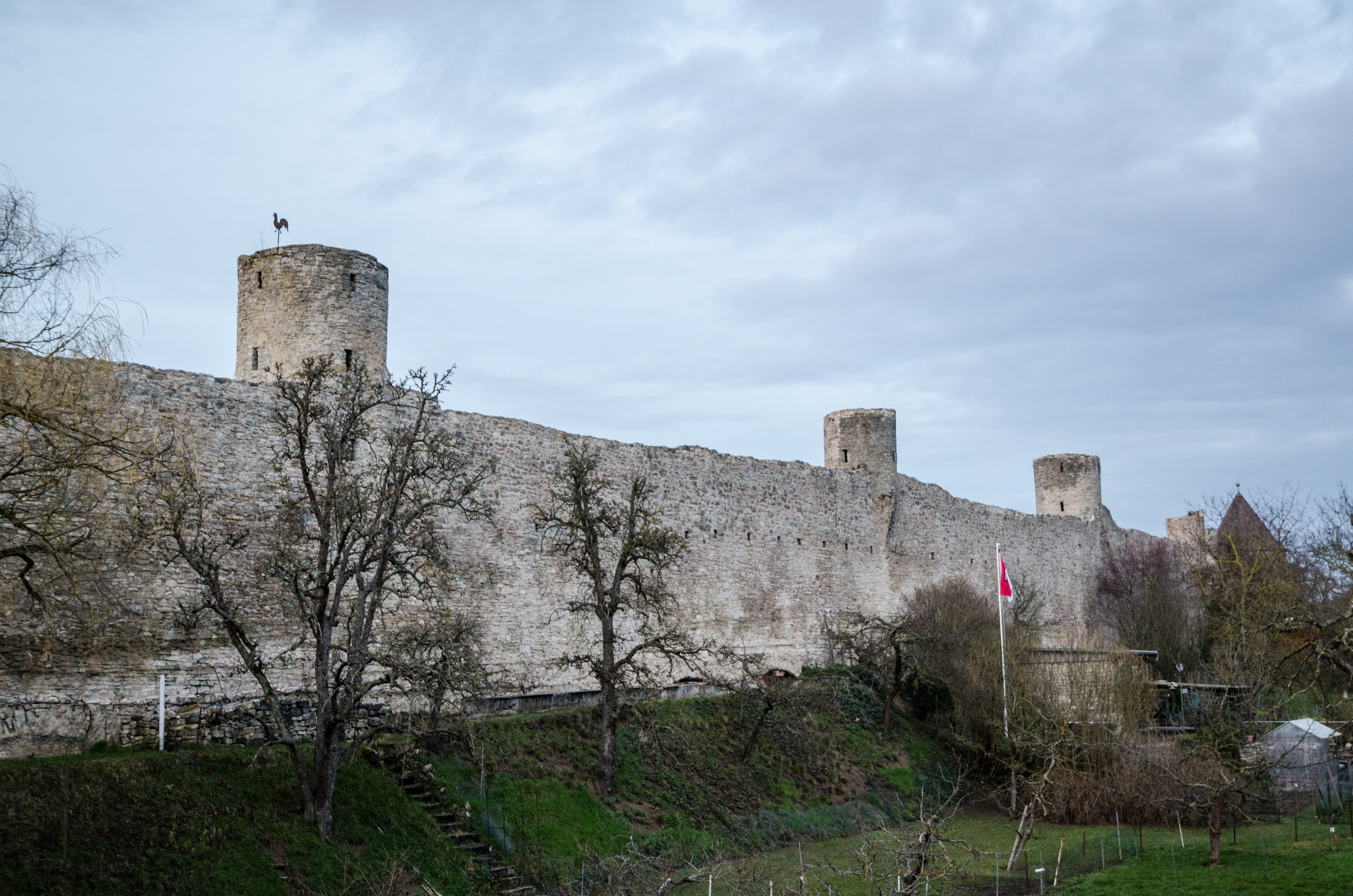
Glacisweg
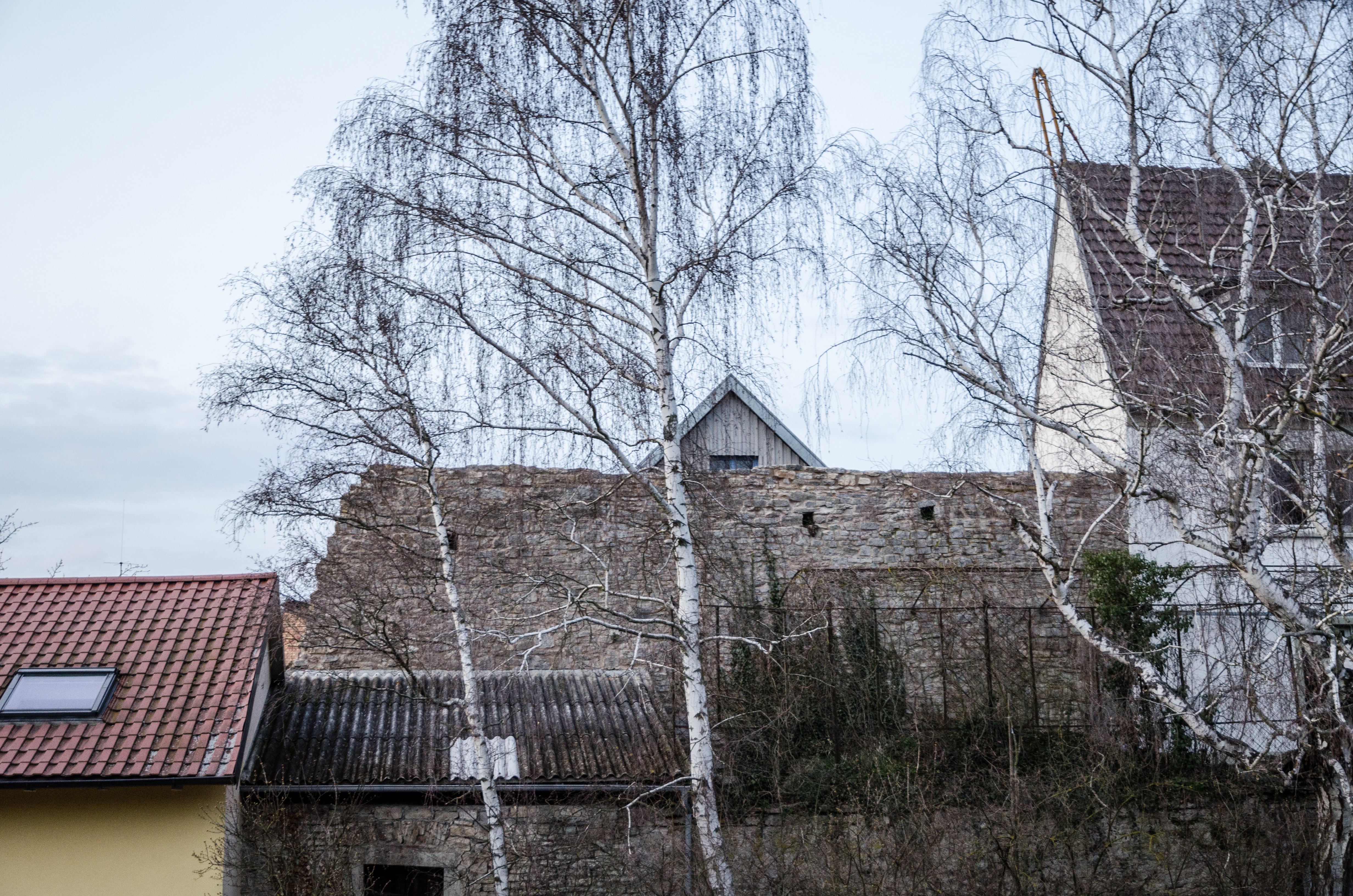
Glacisweg
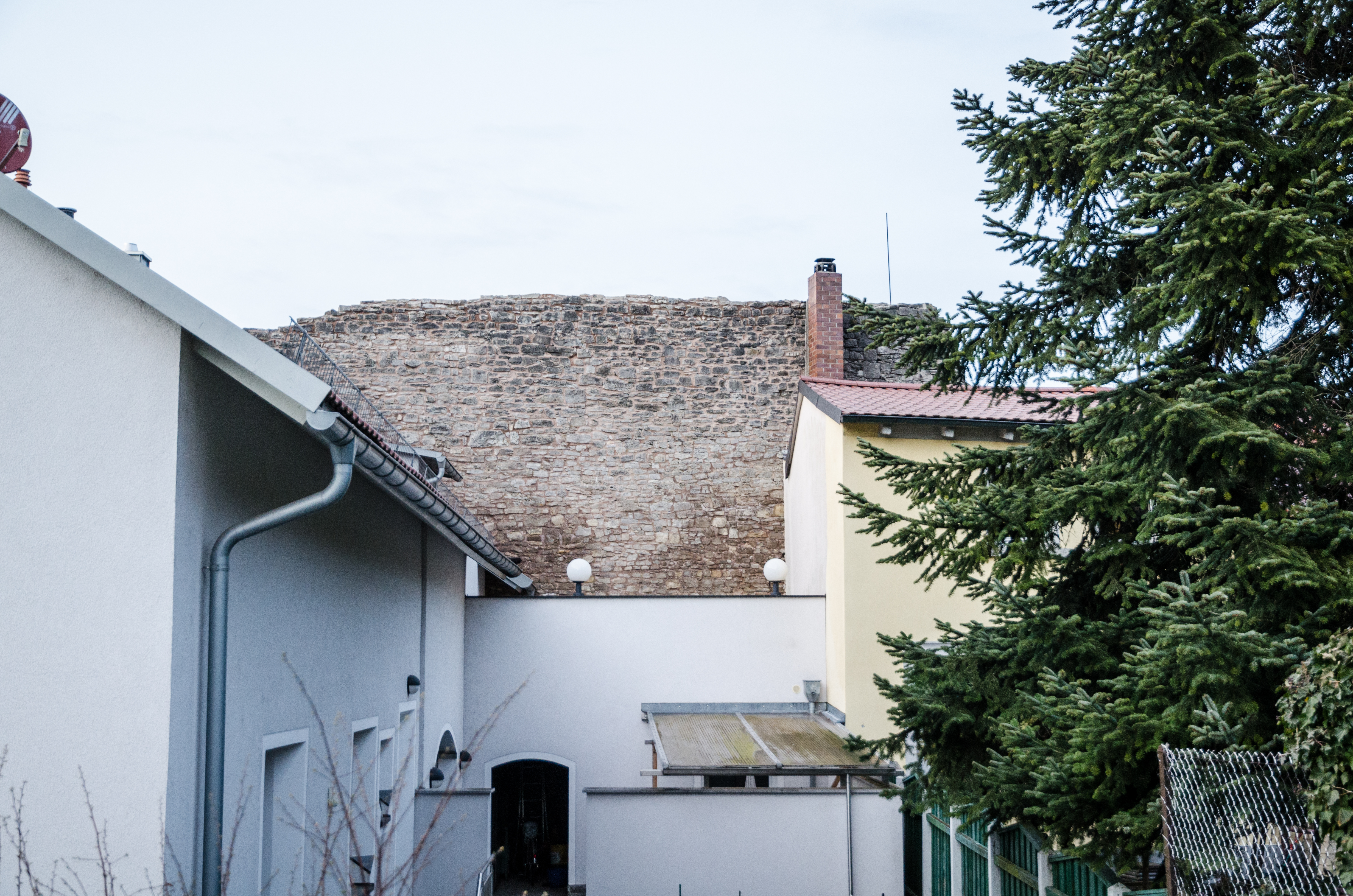
Glacisweg
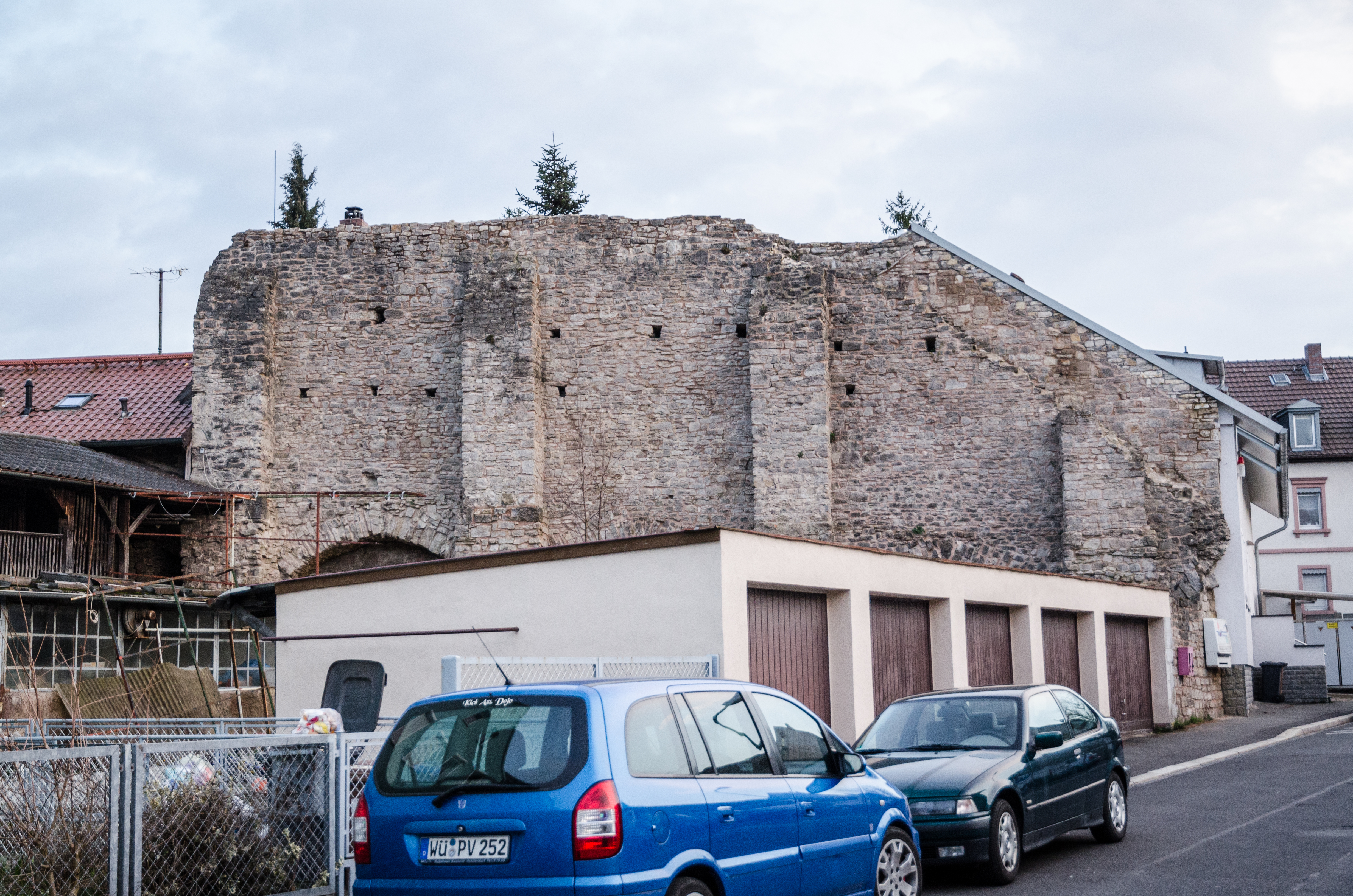
Stengerstraße, südliche Stadtseite
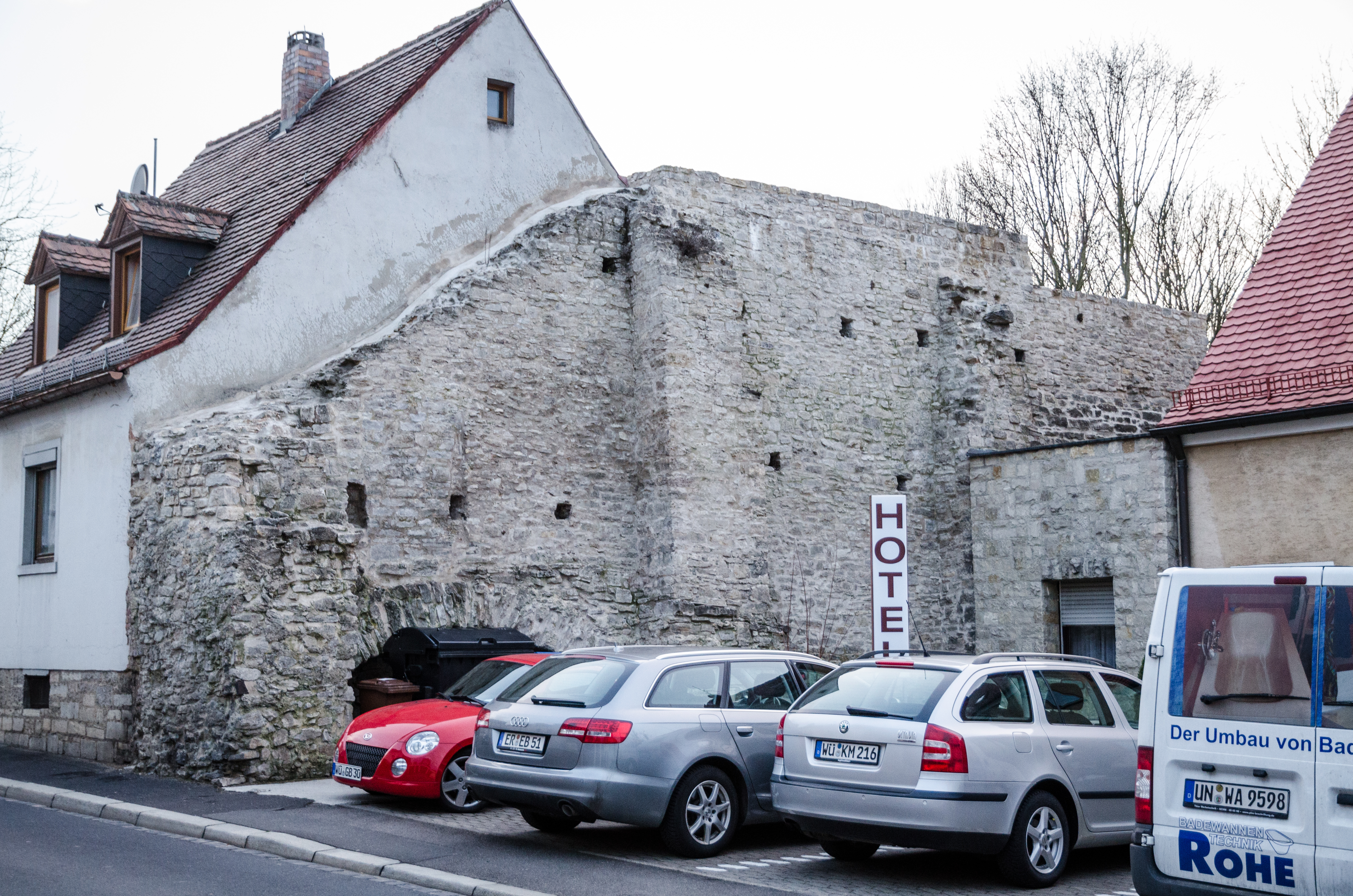
Stengerstraße, nördliche Stadtseite
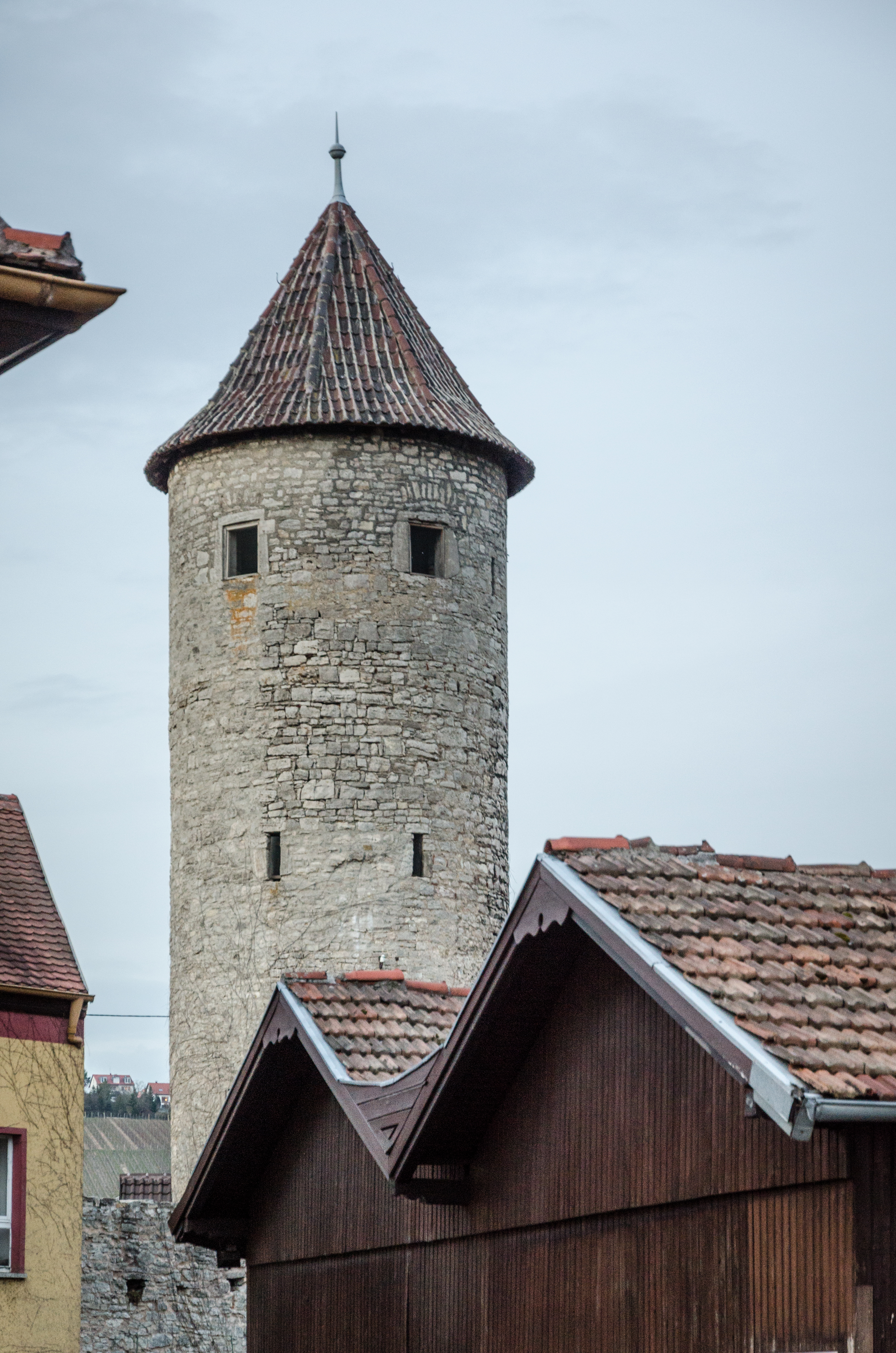
Stegenturm
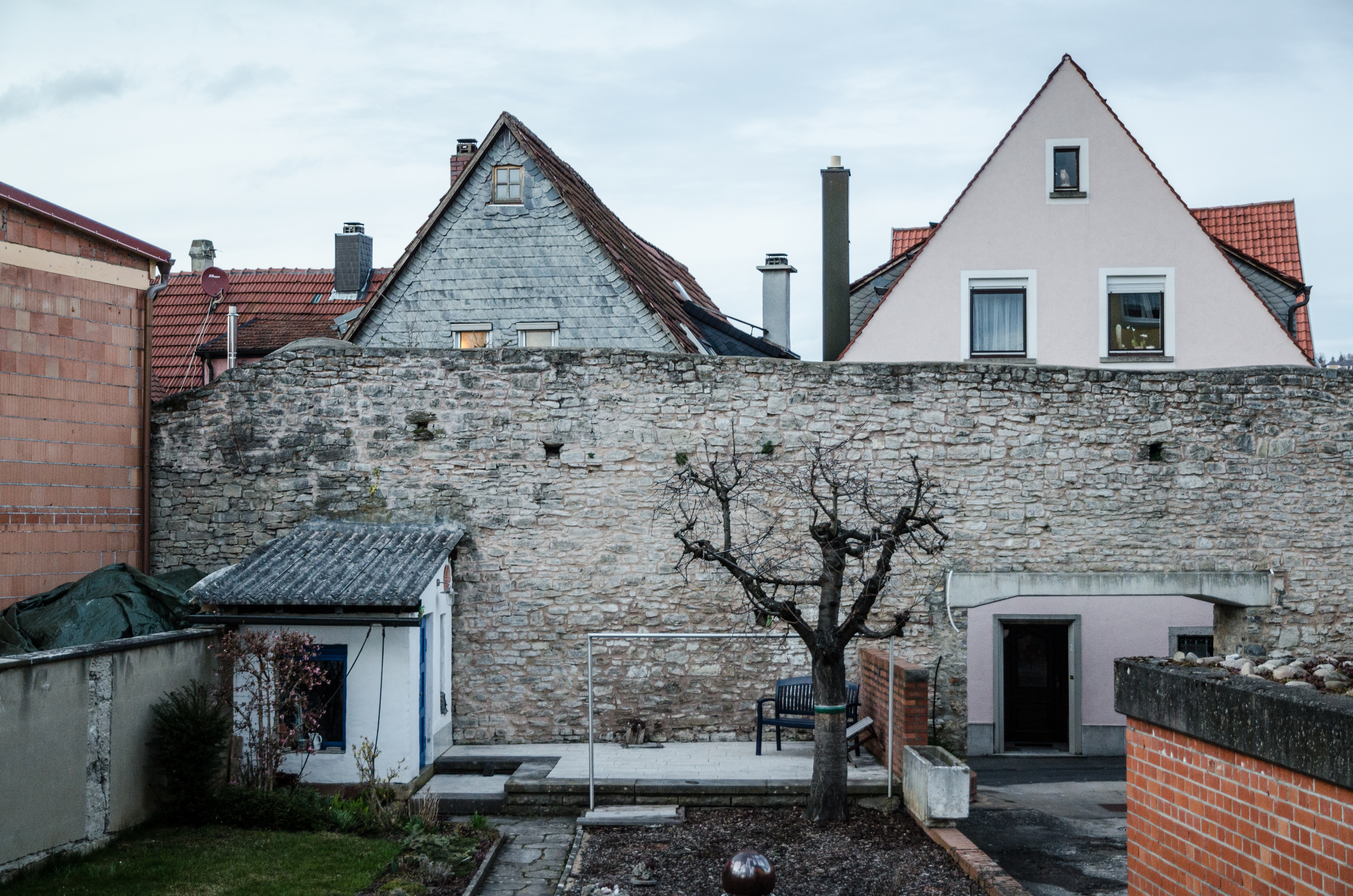
Stegenturmgasse, Feldseite
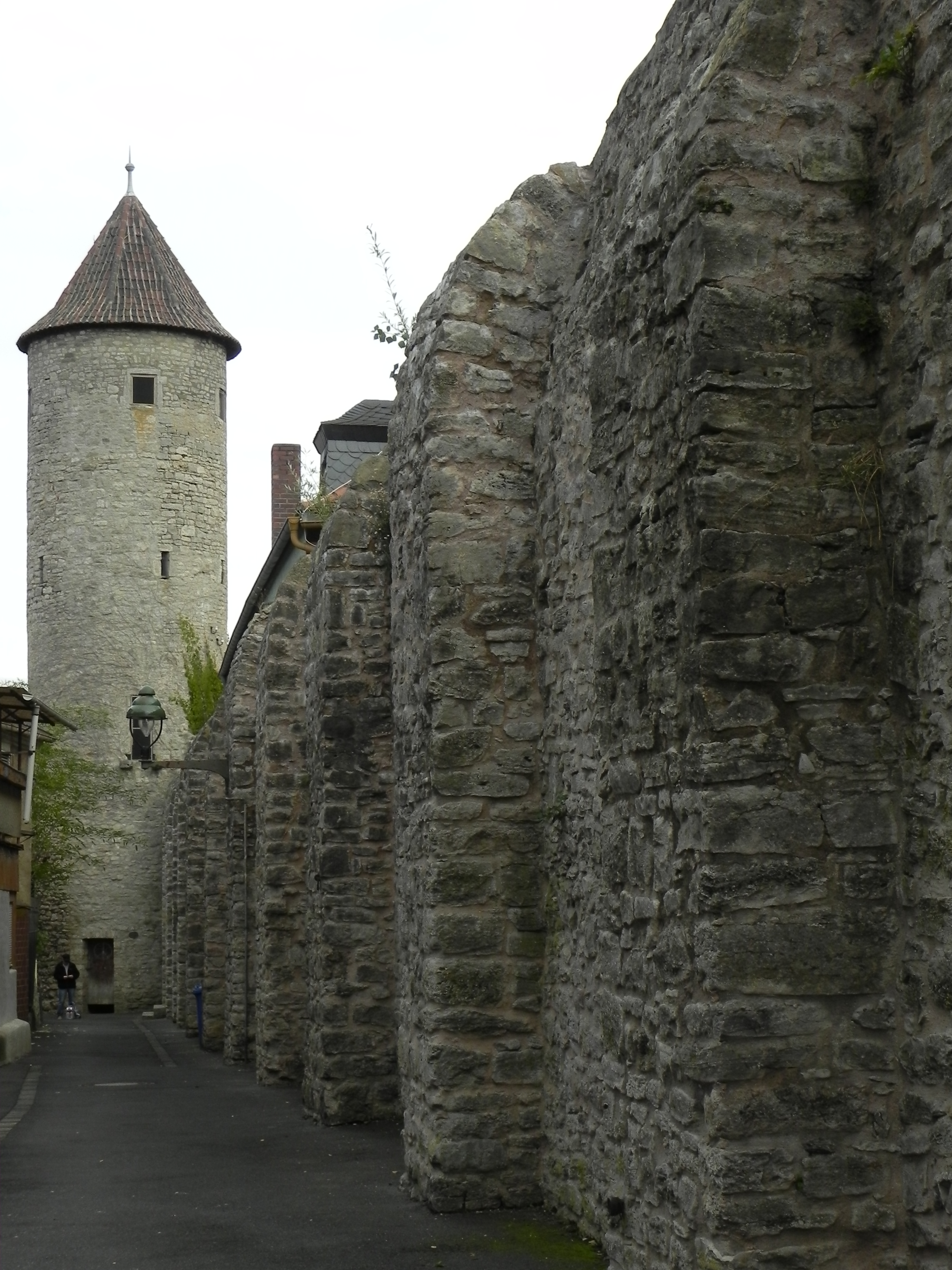
Stegenturmgasse, Stadtseite
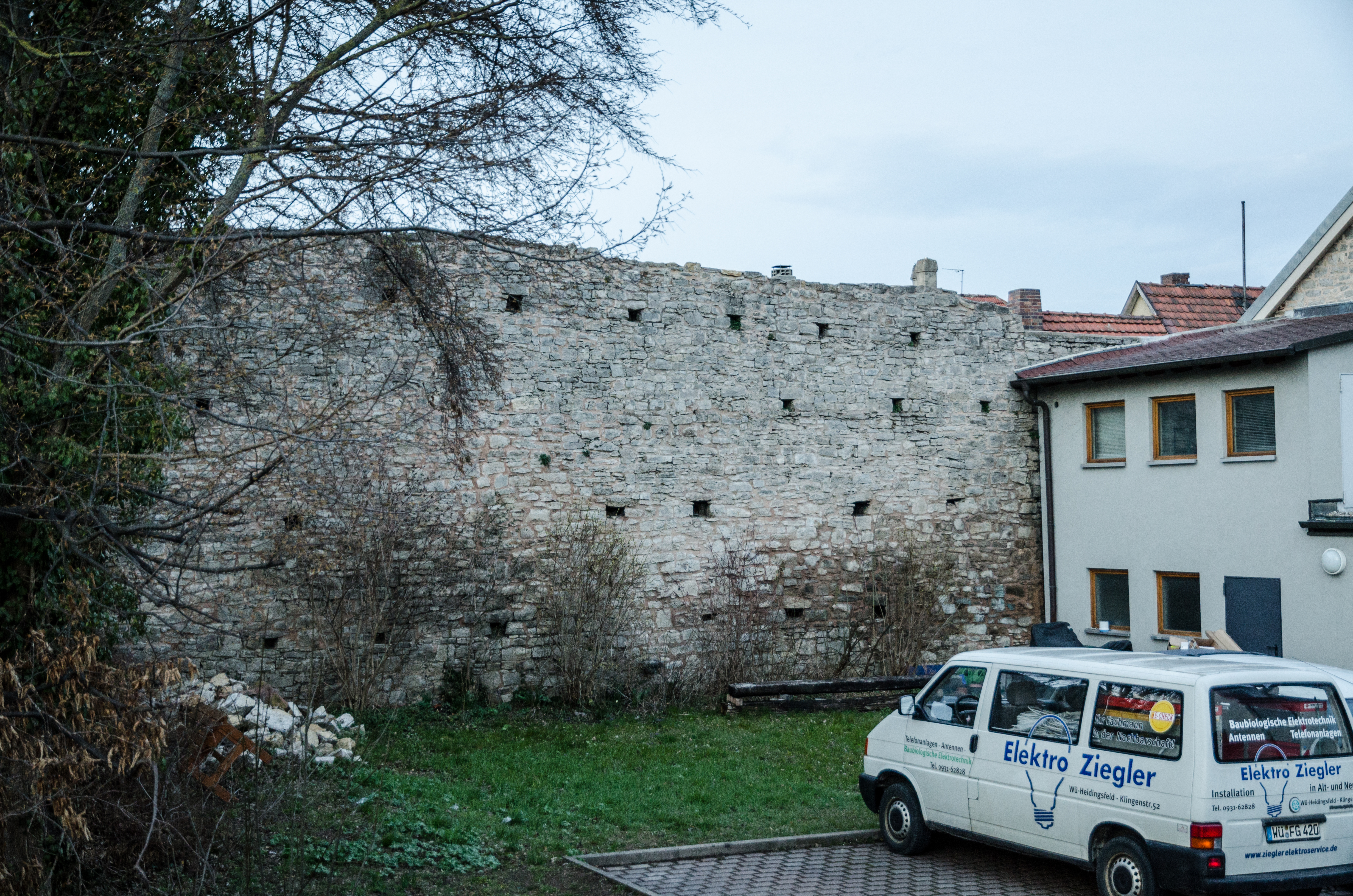
Reuterstraße, Feldseite
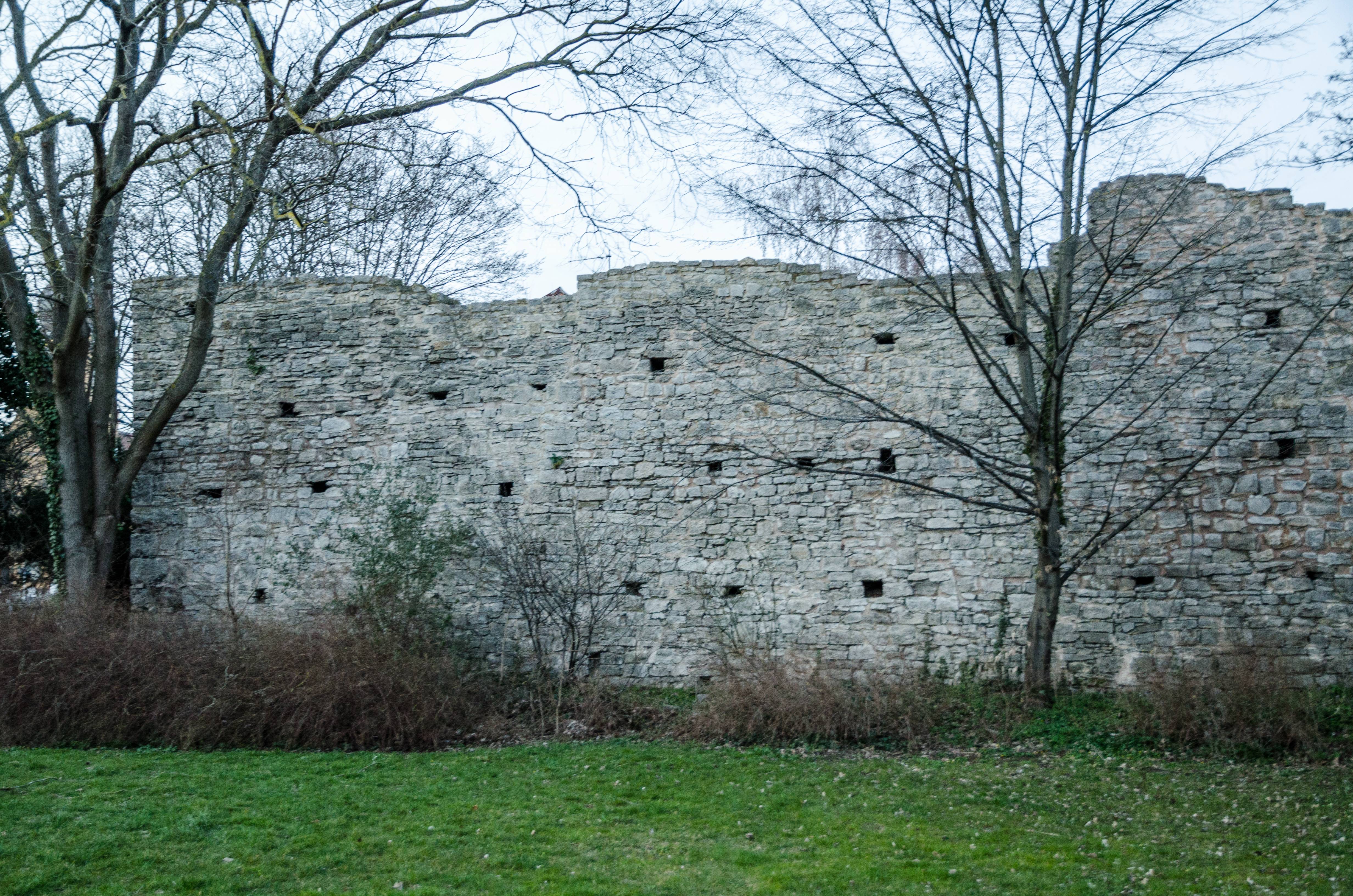
Reuterstraße, Feldseite
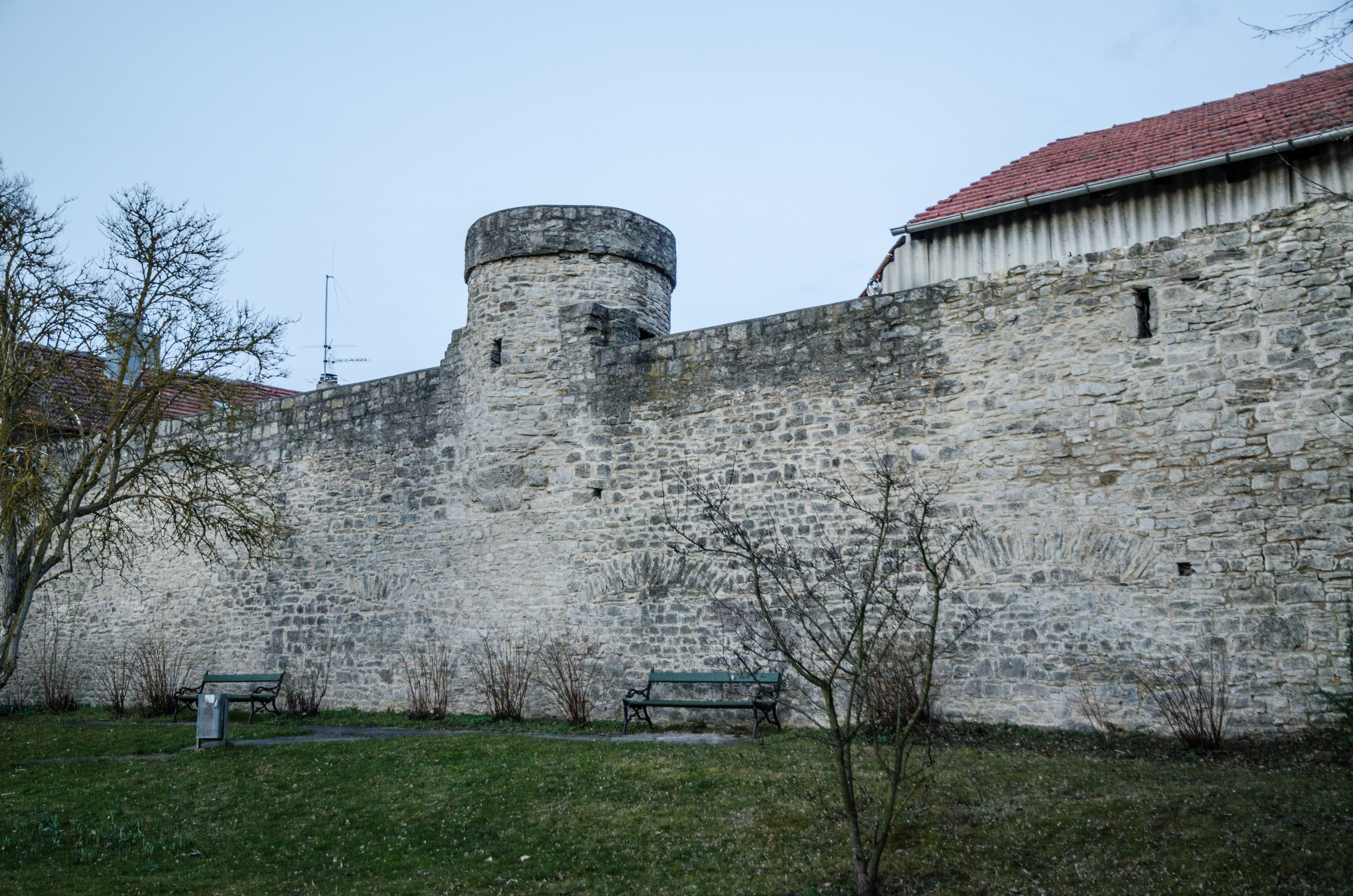
Reuterstraße, Feldseite
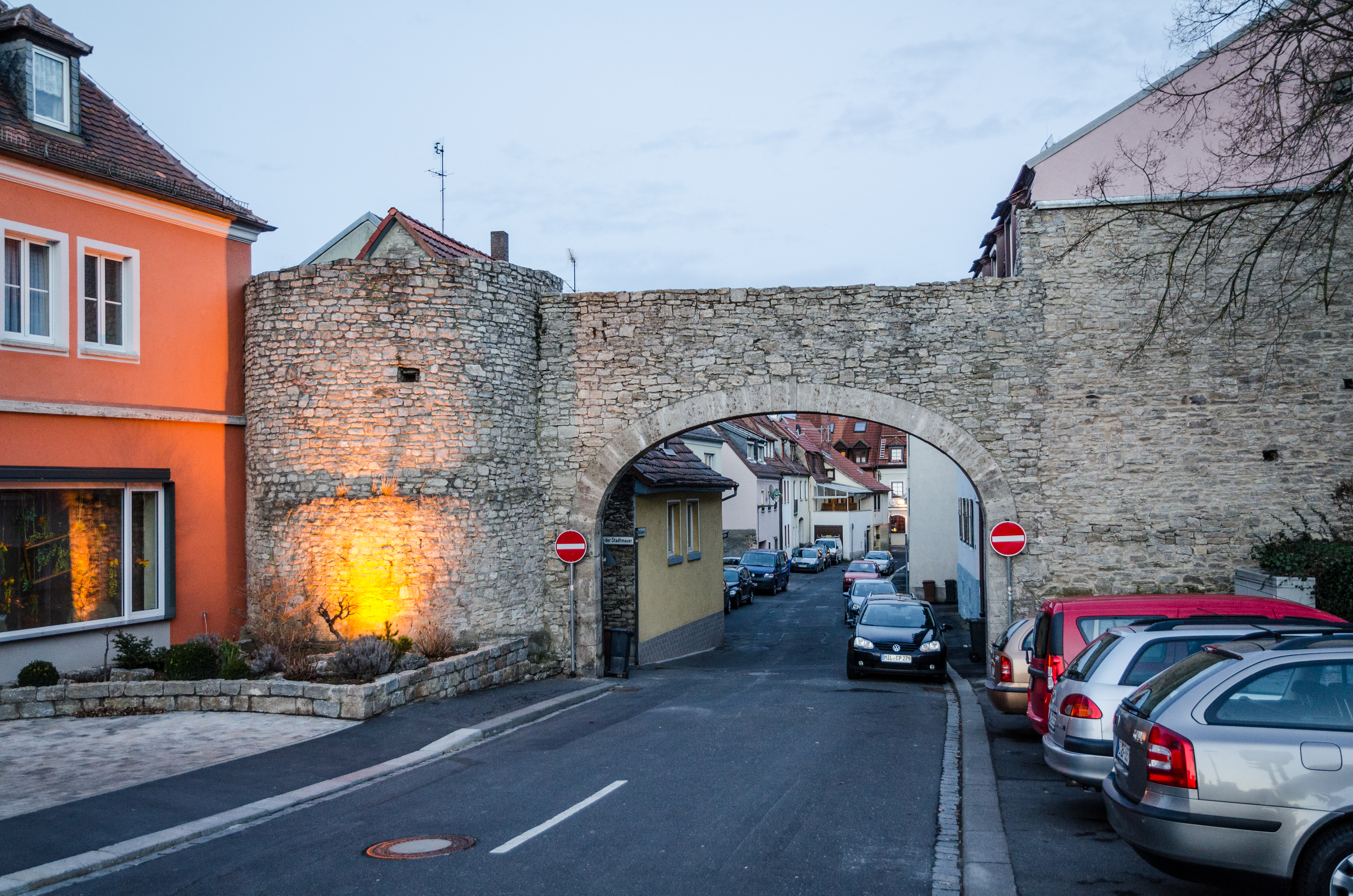
Reuterstraße, Durchbruch Dollgasse
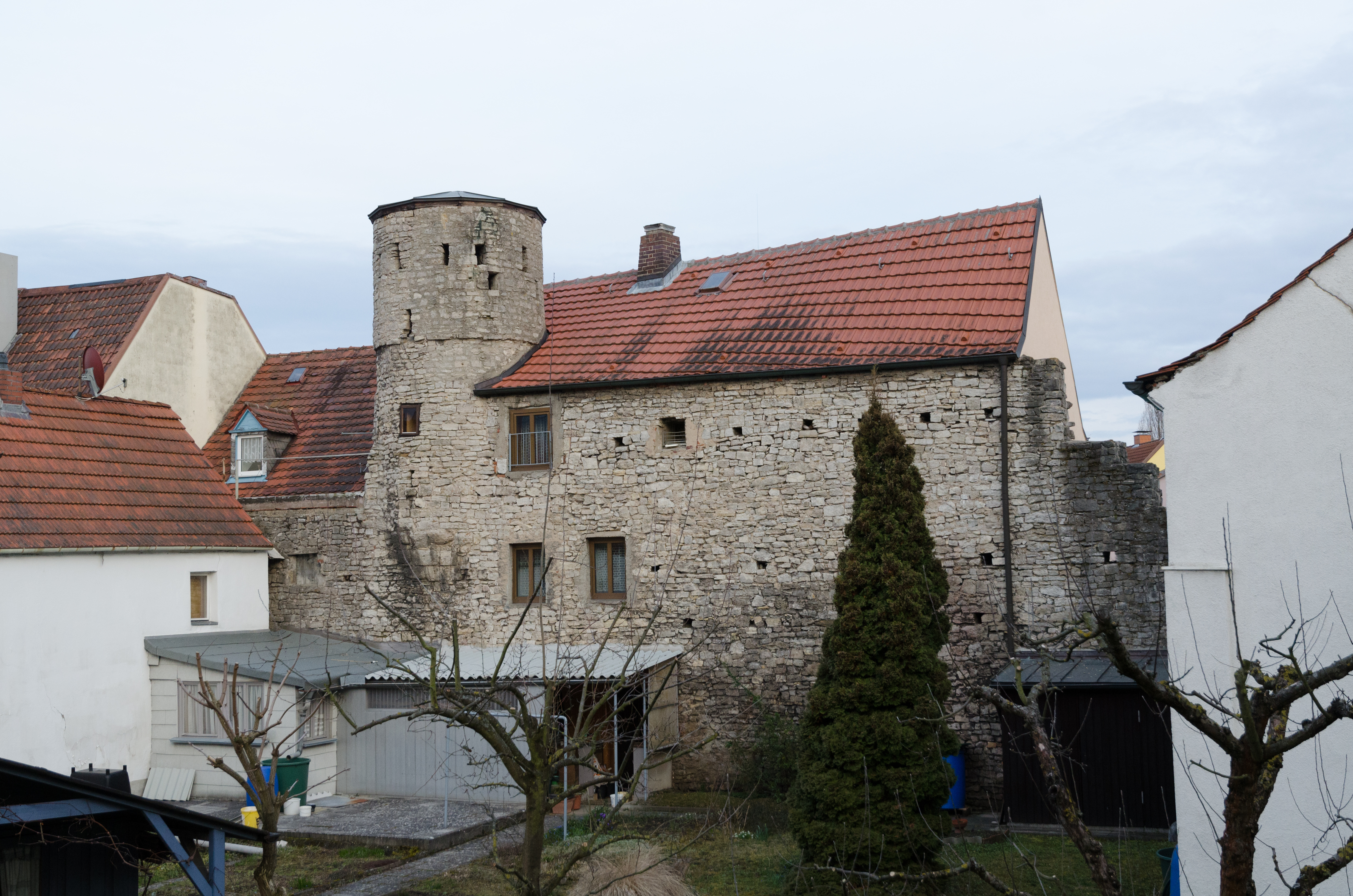
An der Stadtmauer 1, Feldseite

| Lage                    | Objekt      | Beschreibung | Akten-Nr.      | Bild           |
| ----------------------- | ----------- | --- | -------------- | -------------- |
| Wenzelstraße (Standort) | Nikolaustor | Stadttor, Rest des inneren Mauertores vom ehemaligen Nikolaustor; Rundbogenöffnung mit steinernen Angeln der ehemaligen Torflügel und Stufengiebel, auf der Feldseite Nische mit neugotischer Rahmung und Relief mit Doppelwappen(doppelköpfiger Adler und stehender Löwe), gotisch, zweite Hälfte 14./15. Jahrhundert, Veränderung nach Teilabbruch zweite Hälfte 19. Jahrhundert | D-6-63-000-356 | weitere Bilder |

## Weiterführende Literatur
- Stefan Kummer: Architektur und bildende Kunst von den Anfängen der Renaissance bis zum Ausgang des Barock. In: Ulrich Wagner (Hrsg.): Geschichte der Stadt Würzburg. 4 Bände; Band 2: Vom Bauernkrieg 1525 bis zum Übergang an das Königreich Bayern 1814. Theiss, Stuttgart 2004, ISBN 3-8062-1477-8, S. 576–678 und 942–952.